# 阿南市
阿南市（あなんし）は、徳島県の南東部にある市。四国最東端の地方自治体である。東は紀伊水道と太平洋に面し、室戸阿南海岸国定公園の北端である。県内一長い河川那賀川の河口があり、桑野川が市内を貫流する。

## 概要
徳島県東部に位置し、城下町である富岡地区と港湾都市である橘地区で別の市街地を形成しており、高速バスの発着点・警察署・保健所・消防署・検察庁・裁判所などの県南の行政・交通機関の中心である。
産業は竹林が多く、全国一のタケノコ生産量を記録、江戸時代に京阪神に出荷されていた記録もある。鉱工業に恵まれ、古墳時代の全国唯一の辰砂（銅鐸等への塗料）採掘遺跡若杉山遺跡があるほか、大正時代に市内各地で切り出された優れた大理石は国産の代表とも言われ大阪市中央公会堂や国会議事堂の御休所など重要な場所に使われている。
現代でも蛍光体や発光ダイオードの国内外の一大産地であり、四国で最初に太陽が昇る町でもある事から「光のまち阿南」とPRしているほか、徳島県LEDバレイ構想（LED光産業集積計画）の中心地と位置づけられている。また、平成19年からは四国初のナイター付両翼100m級野球場アグリあなんスタジアム完成を機に「野球のまち阿南」として飛躍を図っている。近年、市はSUPやティーボールの振興にも力を入れている。

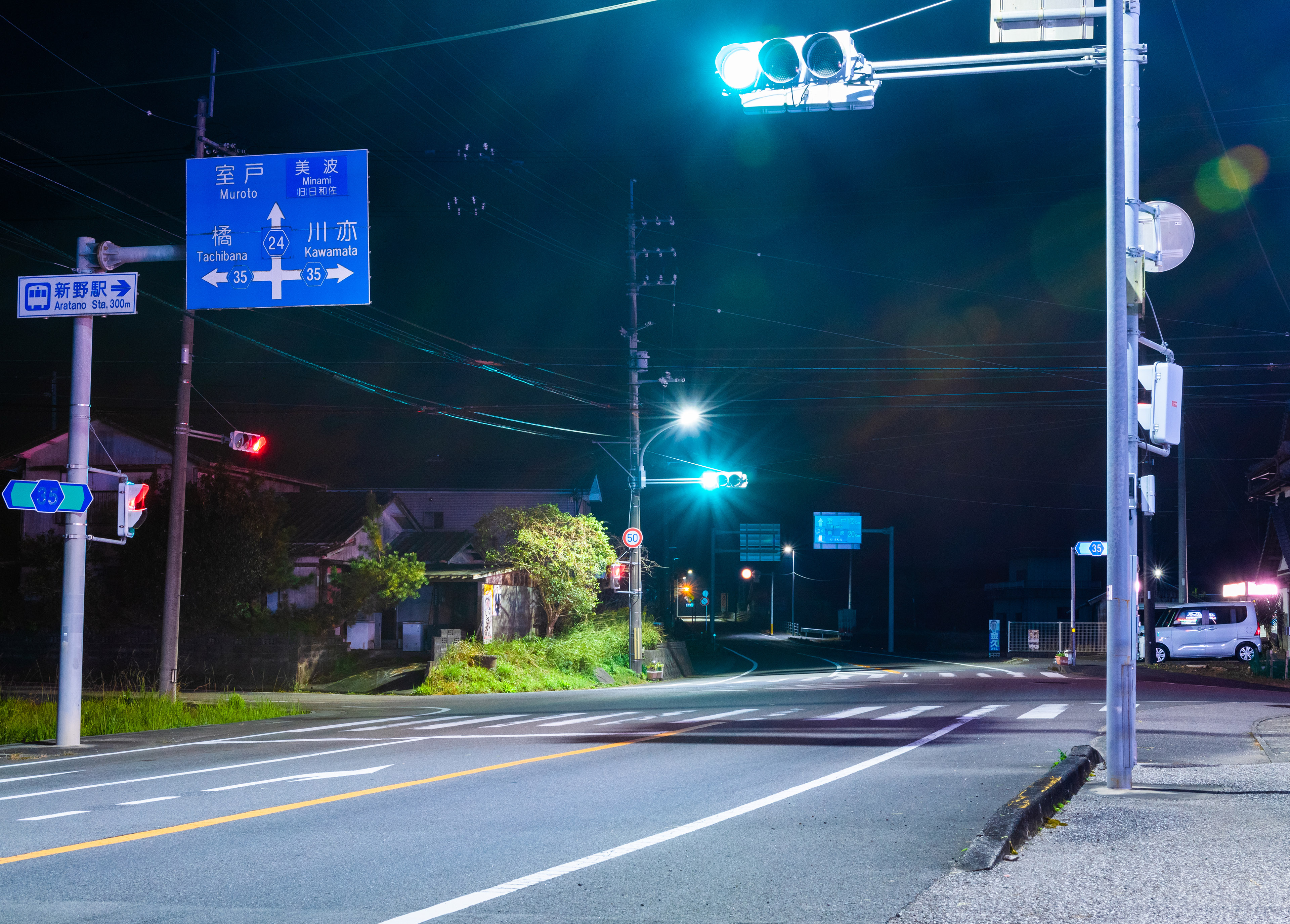
日亜化学工業の創業地・新野町内のLED交通信号機
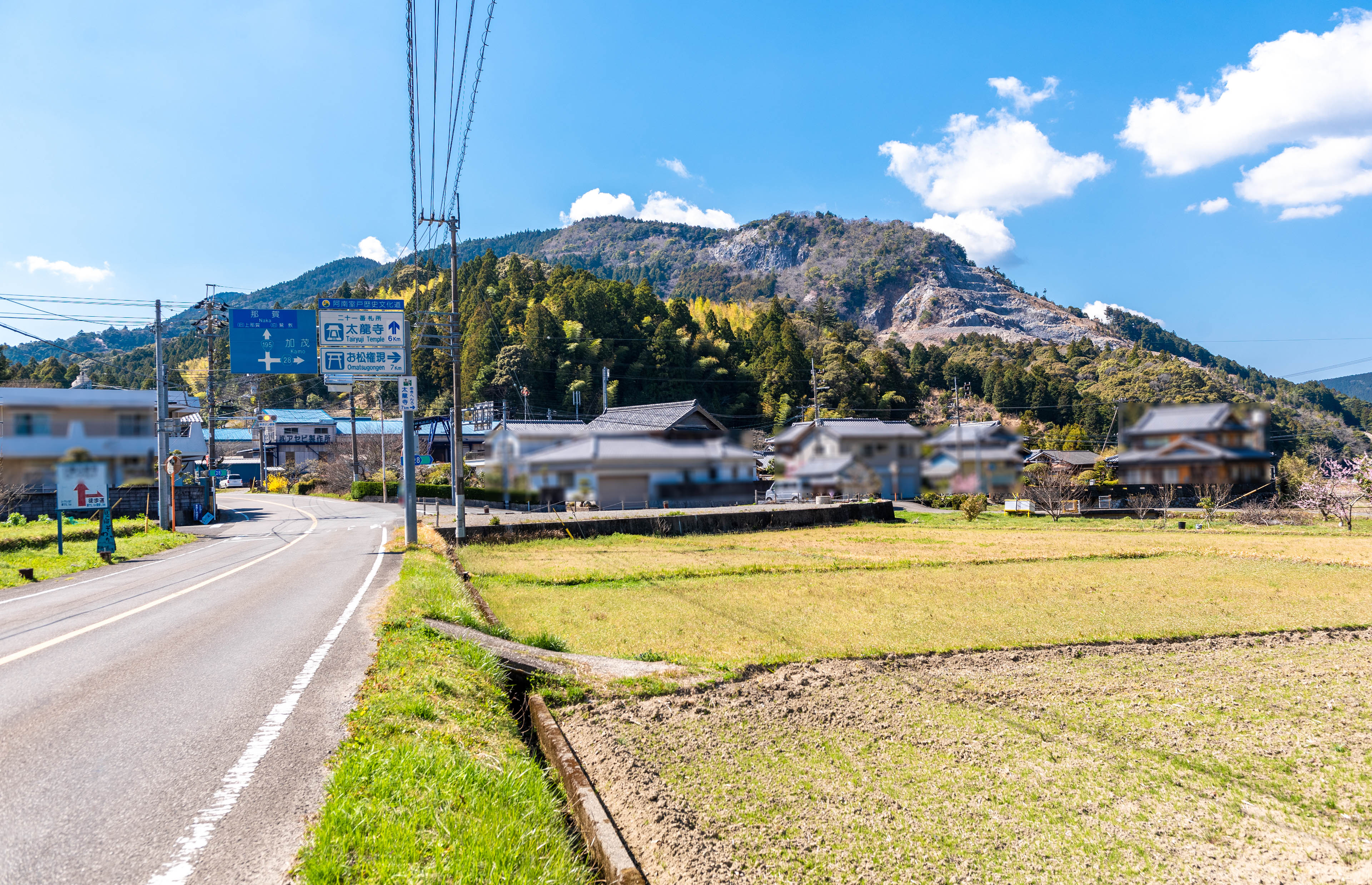
阿瀬比町の鉱業

## 地理
市の東側を紀伊水道・南側は太平洋に面する。今後発生が予見されている南海トラフ巨大地震の際には、最大8mの津波が到達することが予想されている。西側は太竜寺山などの四国山地に位置し、橘湾も存在する。

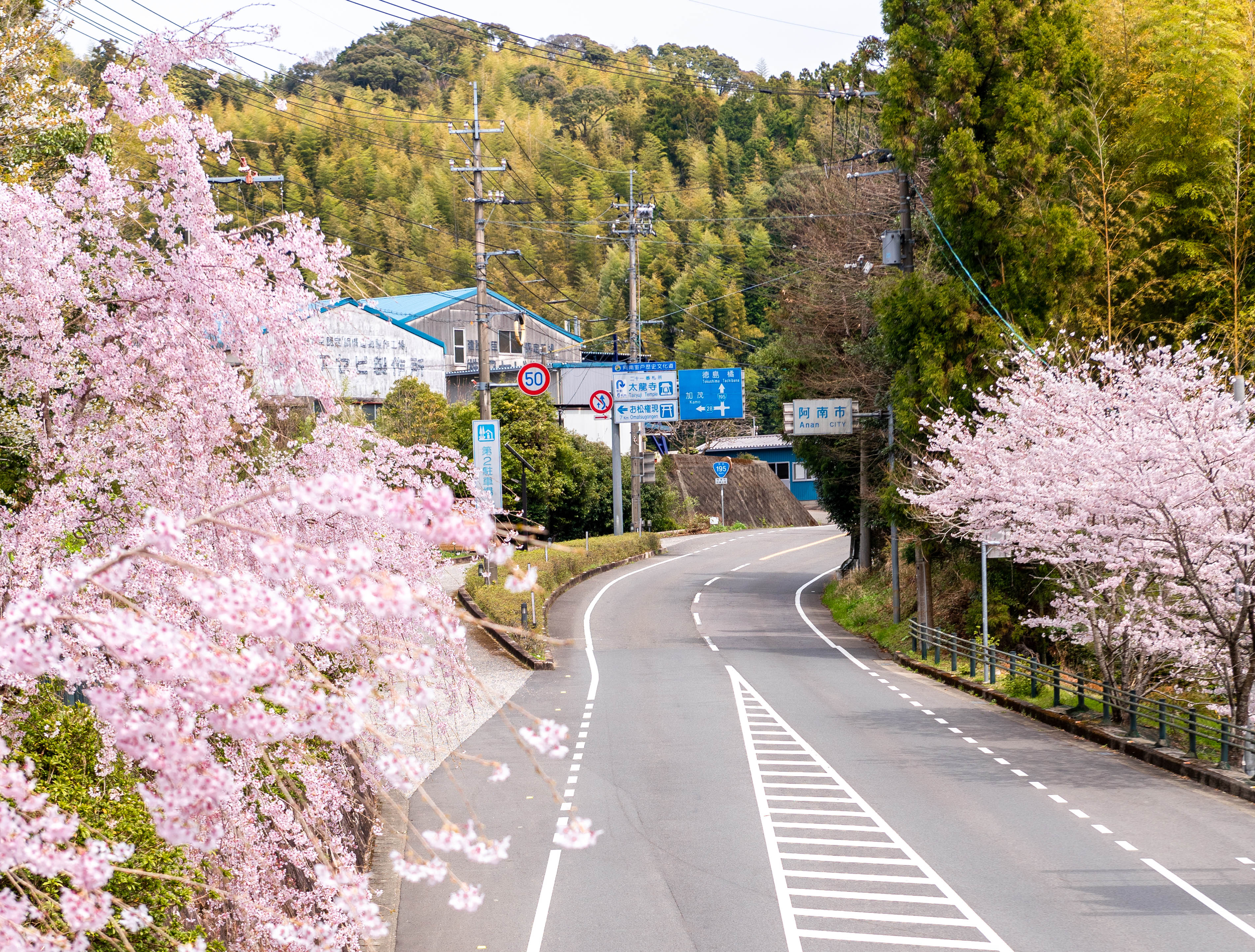
阿南市の玄関口（阿瀬比町） ※国道195号は高知・那賀町が起点側
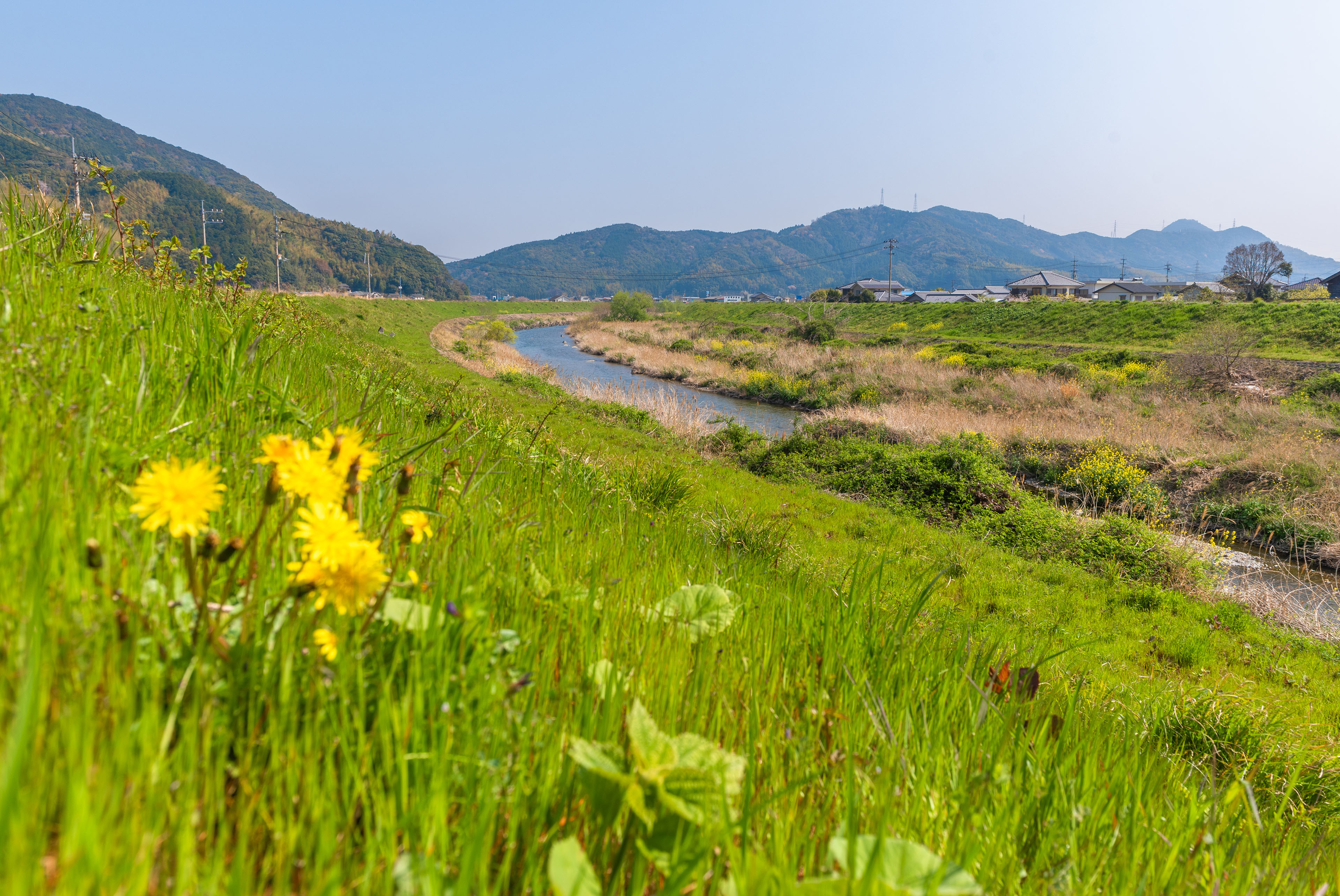
桑野川の名を冠する中流部 桑野町
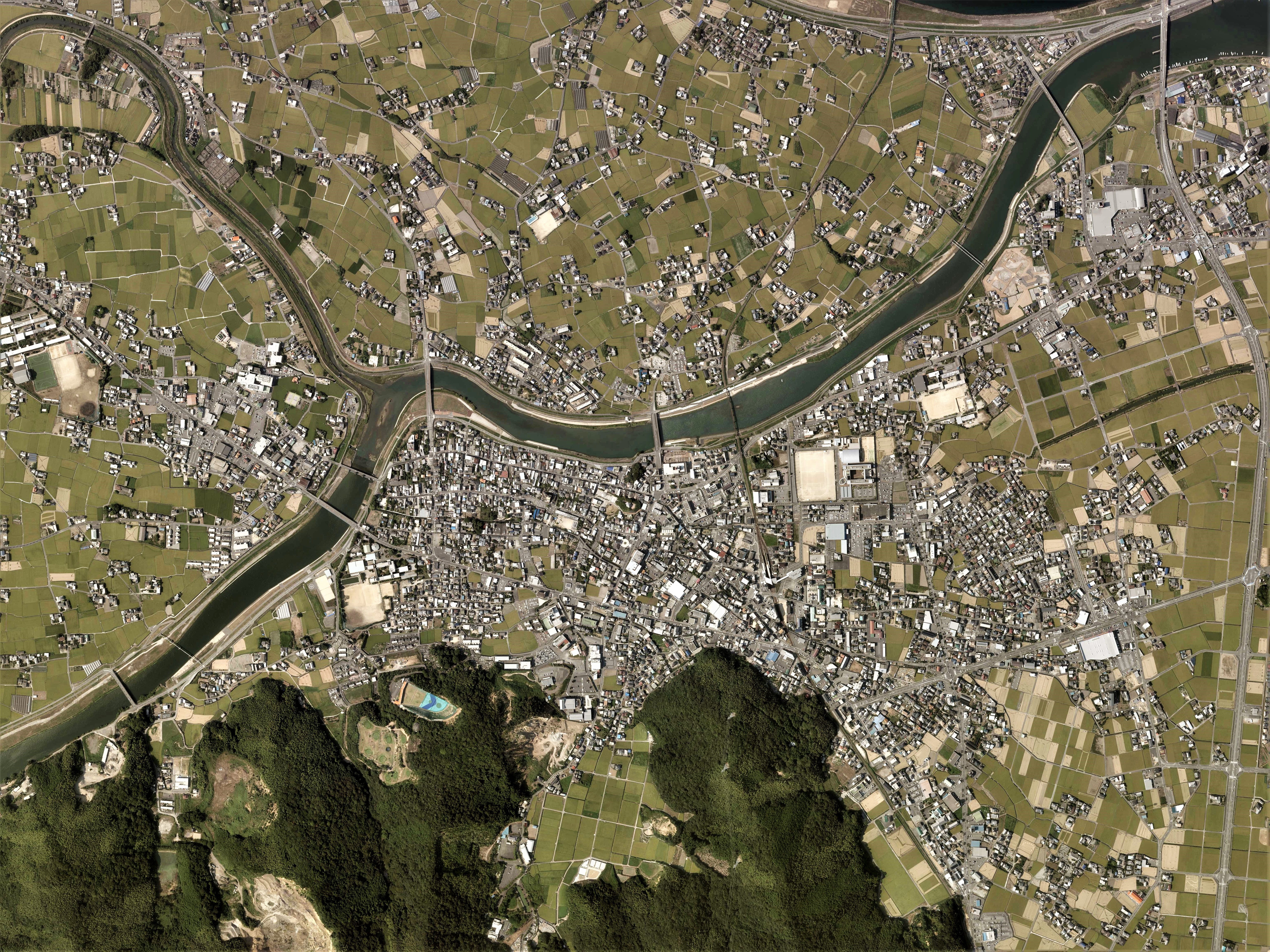
富岡町付近（2013年8月撮影・4枚合成・国土交通省 国土地理院 地図・空中写真閲覧サービスの空中写真を基に作成）
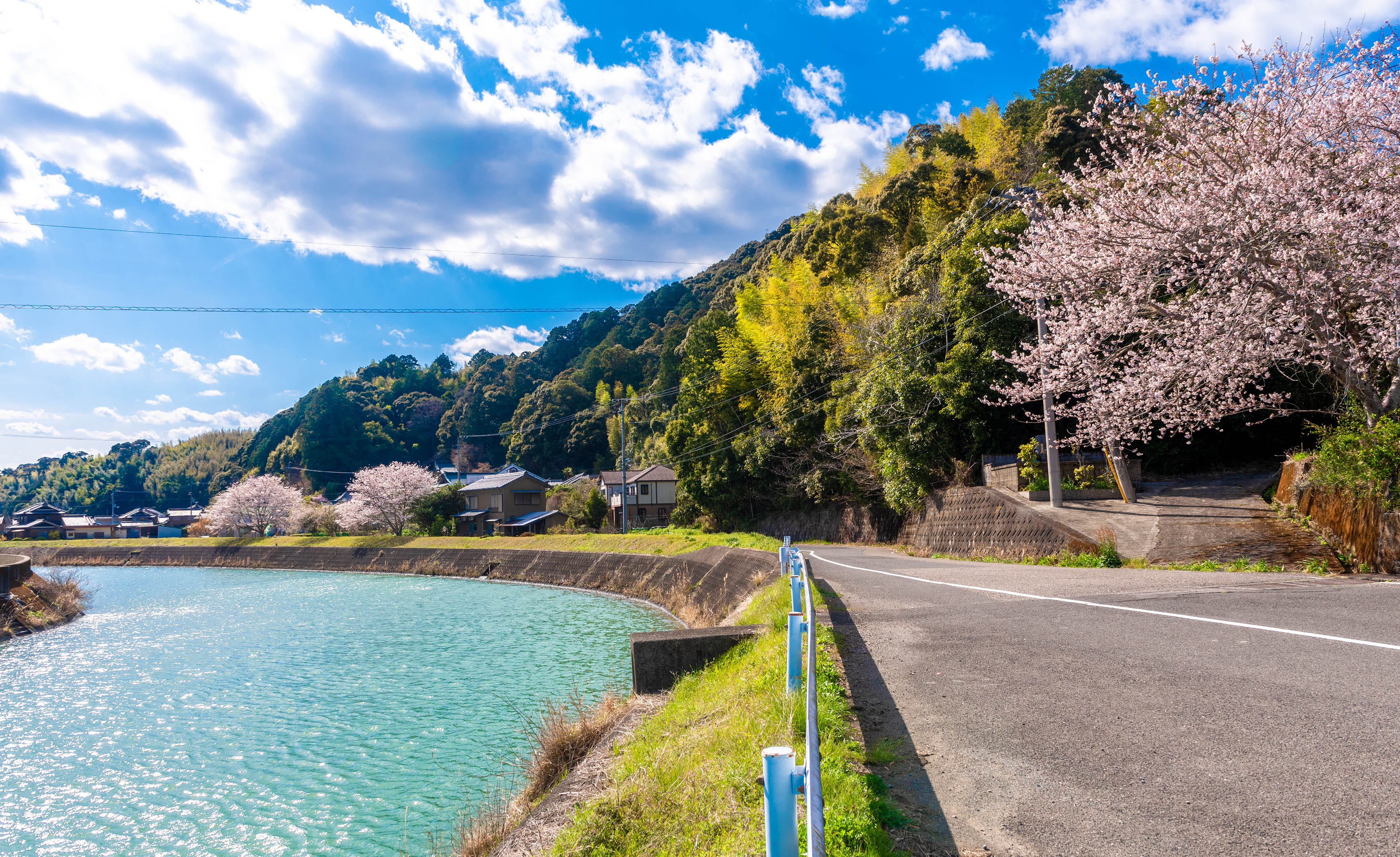
平等寺にほど近い桑野川 中流部（新野町）
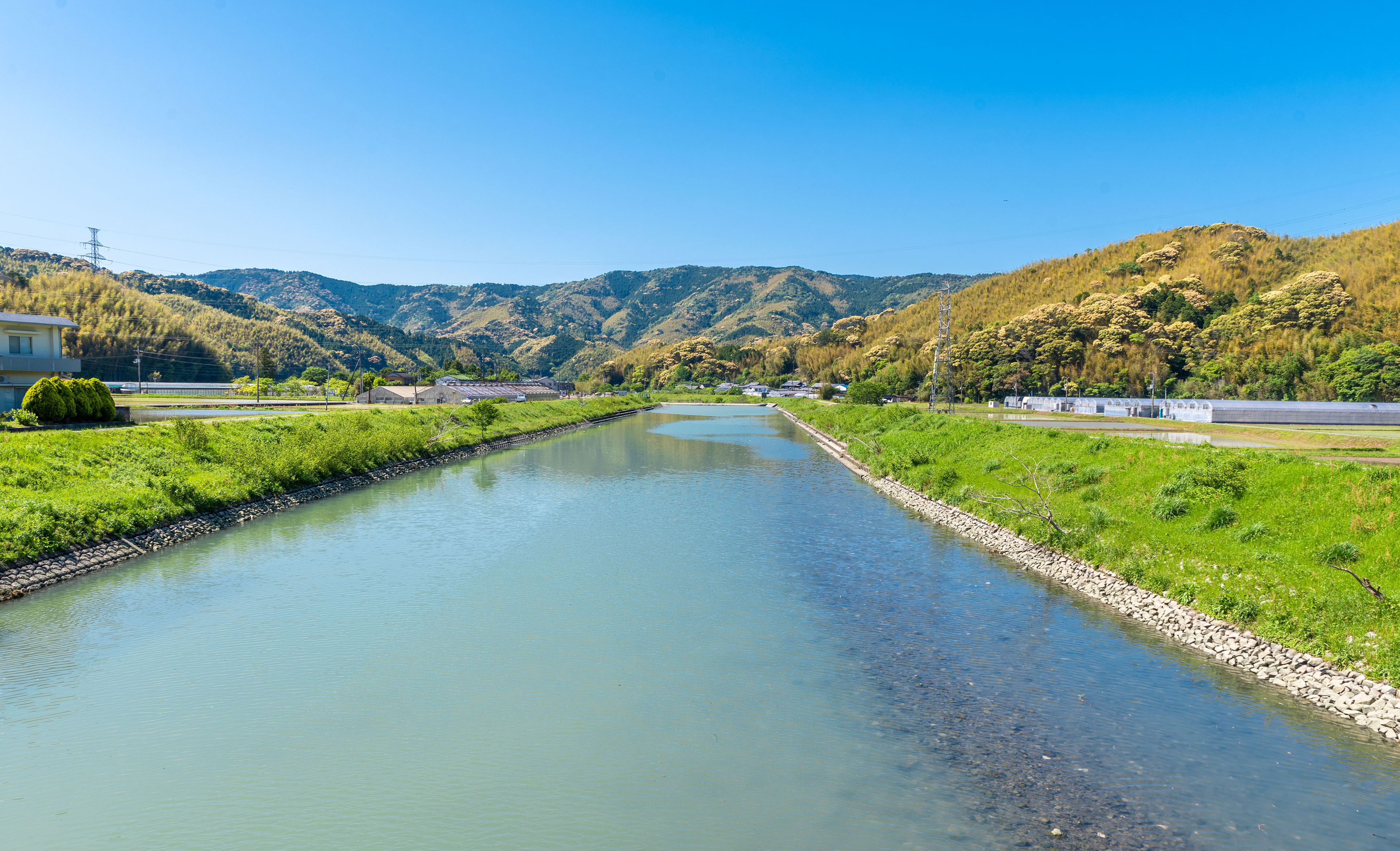
源流から河口まで市内を貫流する桑野川 中流部（新野町）

### 山岳
- 津乃峰山、明神山、太竜寺山、矢筈山、鍛治ヶ峰、一升ヶ森、愛宕山、城山、西方山、王子山、観音山、正福寺山

### 河川
- 那賀川[6]、桑野川[6]、岡川[6]、南川[6]、熊谷川、加茂谷川、若杉谷川、大田井川、福井川[6]、椿川[6]、鵠川、打樋川[6]、出島川、苅屋川、落合川、幾島川、中津川

### 島嶼
- 島：青島、中津島、烏帽子島、丸島、鵜渡島、長島、小勝島、高島、ウルメ島、弁天島、姥島、裸島、飛島、野々島、舞子島、伊島、前島、棚子島
- 磯：三ッ石、岩津磯、雀礁、燕礁、根津磯、舟磯

### 広袤
- 国土地理院地理情報 によると東西は約32km、南北は約22kmである[6]。

### 人口
- 市制施行後初めての1960年10月1日の国勢調査では60,110人であったが、1970年10月1日の国勢調査では6万人を割り込む58,467人となった。その後人口は回復、1980年10月1日の国勢調査では編入前の最高値である61,253人を記録、市制施後初めての国勢調査を上回った。しかし、その後再び人口は減少に転じ、2005年10月1日の国勢調査では54,925人と6万人を割り込んだ[6]。2006年3月20日に那賀郡羽ノ浦町・那賀川町を編入合併すると人口は約7万8000人になり、それまで県内3位の人口であったが合併により鳴門市の人口を超え、現在は県内第2位。

| |                                        |  |
| 阿南市と全国の年齢別人口分布（2005年） | 阿南市の年齢・男女別人口分布（2005年） |  |
| ■紫色 ― 阿南市 ■緑色 ― 日本全国 | ■青色 ― 男性 ■赤色 ― 女性              |  |
| 阿南市（に相当する地域）の人口の推移 \| 1970年（昭和45年） \| 76,607人 \| \| \| 1975年（昭和50年） \| 80,927人 \| \| \| 1980年（昭和55年） \| 82,715人 \| \| \| 1985年（昭和60年） \| 82,247人 \| \| \| 1990年（平成2年） \| 80,702人 \| \| \| 1995年（平成7年） \| 79,479人 \| \| \| 2000年（平成12年） \| 78,971人 \| \| \| 2005年（平成17年） \| 78,002人 \| \| \| 2010年（平成22年） \| 76,063人 \| \| \| 2015年（平成27年） \| 73,019人 \| \| \| 2020年（令和2年） \| 69,470人 \| \| |                                        |  |
| 総務省統計局 国勢調査より |                                        |  |
| 1970年（昭和45年） | 76,607人                               |  |
| 1975年（昭和50年） | 80,927人                               |  |
| 1980年（昭和55年） | 82,715人                               |  |
| 1985年（昭和60年） | 82,247人                               |  |
| 1990年（平成2年） | 80,702人                               |  |
| 1995年（平成7年） | 79,479人                               |  |
| 2000年（平成12年） | 78,971人                               |  |
| 2005年（平成17年） | 78,002人                               |  |
| 2010年（平成22年） | 76,063人                               |  |
| 2015年（平成27年） | 73,019人                               |  |
| 2020年（令和2年） | 69,470人                               |  |

### 面積
- 279.545km2
  - 加茂谷地区が市内の地区で面積が一番広く、中野島地区が地区で面積は一番狭い[6]。

| 地区名      | 富岡   | 見能林 | 長生   | 桑野   | 加茂谷 | 大野   | 中野島 | 宝田  | 橘    | 椿     | 伊島  | 福井   | 新野   | 那賀川 | 羽ノ浦 |
| ----------- | ------ | ------ | ------ | ------ | ------ | ------ | ------ | ----- | ----- | ------ | ----- | ------ | ------ | ------ | ------ |
| 面積（km2） | 12.750 | 13.899 | 17.246 | 23.177 | 49.256 | 12.080 | 5.885  | 4.396 | 7.344 | 32.548 | 1.580 | 33.898 | 38.316 | 18.650 | 8.520  |

### 気象
- 蒲生田地域気象観測所で観測している[6]。

| 蒲生田（1991年 - 2020年）の気候    | 蒲生田（1991年 - 2020年）の気候 | 蒲生田（1991年 - 2020年）の気候 | 蒲生田（1991年 - 2020年）の気候 | 蒲生田（1991年 - 2020年）の気候 | 蒲生田（1991年 - 2020年）の気候 | 蒲生田（1991年 - 2020年）の気候 | 蒲生田（1991年 - 2020年）の気候 | 蒲生田（1991年 - 2020年）の気候 | 蒲生田（1991年 - 2020年）の気候 | 蒲生田（1991年 - 2020年）の気候 | 蒲生田（1991年 - 2020年）の気候 | 蒲生田（1991年 - 2020年）の気候 | 蒲生田（1991年 - 2020年）の気候 |
| 月                                 | 1月                             | 2月                             | 3月                             | 4月                             | 5月                             | 6月                             | 7月                             | 8月                             | 9月                             | 10月                            | 11月                            | 12月                            | 年                              |
| ---------------------------------- | ------------------------------- | ------------------------------- | ------------------------------- | ------------------------------- | ------------------------------- | ------------------------------- | ------------------------------- | ------------------------------- | ------------------------------- | ------------------------------- | ------------------------------- | ------------------------------- | ------------------------------- |
| 最高気温記録 °C （°F）             | 18.8 (65.8)                     | 21.2 (70.2)                     | 22.7 (72.9)                     | 27.2 (81)                       | 30.2 (86.4)                     | 33.0 (91.4)                     | 36.0 (96.8)                     | 36.3 (97.3)                     | 33.9 (93)                       | 29.8 (85.6)                     | 26.0 (78.8)                     | 22.2 (72)                       | 36.3 (97.3)                     |
| 平均最高気温 °C （°F）             | 10.3 (50.5)                     | 10.7 (51.3)                     | 13.8 (56.8)                     | 18.5 (65.3)                     | 22.6 (72.7)                     | 25.3 (77.5)                     | 29.0 (84.2)                     | 30.9 (87.6)                     | 27.8 (82)                       | 22.9 (73.2)                     | 17.9 (64.2)                     | 12.9 (55.2)                     | 20.2 (68.4)                     |
| 日平均気温 °C （°F）               | 7.0 (44.6)                      | 7.2 (45)                        | 9.9 (49.8)                      | 14.6 (58.3)                     | 18.8 (65.8)                     | 22.0 (71.6)                     | 25.7 (78.3)                     | 27.2 (81)                       | 24.5 (76.1)                     | 19.6 (67.3)                     | 14.6 (58.3)                     | 9.5 (49.1)                      | 16.7 (62.1)                     |
| 平均最低気温 °C （°F）             | 4.0 (39.2)                      | 4.0 (39.2)                      | 6.3 (43.3)                      | 10.8 (51.4)                     | 15.3 (59.5)                     | 19.4 (66.9)                     | 23.3 (73.9)                     | 24.5 (76.1)                     | 21.8 (71.2)                     | 16.8 (62.2)                     | 11.4 (52.5)                     | 6.4 (43.5)                      | 13.7 (56.7)                     |
| 最低気温記録 °C （°F）             | −3.9 (25)                       | −4.9 (23.2)                     | −2.8 (27)                       | 2.0 (35.6)                      | 7.1 (44.8)                      | 13.4 (56.1)                     | 16.2 (61.2)                     | 17.6 (63.7)                     | 15.6 (60.1)                     | 7.6 (45.7)                      | 1.1 (34)                        | −3.1 (26.4)                     | −4.9 (23.2)                     |
| 降水量 mm （inch）                 | 69.6 (2.74)                     | 91.1 (3.587)                    | 133.5 (5.256)                   | 149.0 (5.866)                   | 182.7 (7.193)                   | 242.8 (9.559)                   | 229.3 (9.028)                   | 172.2 (6.78)                    | 284.9 (11.217)                  | 228.8 (9.008)                   | 124.8 (4.913)                   | 83.3 (3.28)                     | 1,993.3 (78.476)                |
| 平均降水日数 （≥1.0 mm）           | 5.7                             | 7.1                             | 9.4                             | 9.8                             | 10.2                            | 13.2                            | 11.1                            | 8.6                             | 11.1                            | 9.5                             | 6.9                             | 5.6                             | 108.6                           |
| 平均月間日照時間                   | 183.5                           | 167.5                           | 193.4                           | 201.9                           | 205.8                           | 155.3                           | 200.5                           | 248.1                           | 173.5                           | 175.1                           | 163.0                           | 183.7                           | 2,247.7                         |
| 出典1：Japan Meteorological Agency |                                 |                                 |                                 |                                 |                                 |                                 |                                 |                                 |                                 |                                 |                                 |                                 |                                 |
| 出典2：気象庁                      |                                 |                                 |                                 |                                 |                                 |                                 |                                 |                                 |                                 |                                 |                                 |                                 |                                 |

### 隣接自治体
- 小松島市
- 勝浦郡勝浦町
- 那賀郡那賀町
- 海部郡美波町

## 地域
- 町内には城下町であった富岡地区と港湾都市である橘地区で別の市街地が形成されており、富岡地区が市街地であり、橘地区が市の副都心機能を持っている[1]。
- 阿南市の住所表記は小字に「字」を冠しない。

| 町丁字 コード | 町丁名           | よみ                          | 下位 地名 | 郵便番号            | 地区 （旧自治体） | 旧大字                                          |
| ------------- | ---------------- | ----------------------------- | --------- | ------------------- | ----------------- | ----------------------------------------------- |
| 1-1           | 富岡町           | とみおかちょう                | 小字      | 774-0030            | 富岡              | 富岡、石塚                                      |
| 1-2           | 学原町           | がくばらちょう                | 小字      | 774-0014            | 富岡              | 学原                                            |
| 1-3           | 日開野町         | ひがいのちょう                | 小字      | 774-0013            | 富岡              | 日開野                                          |
| 1-4           | 七見町           | ななみちょう                  | 小字      | 774-0012            | 富岡              | 七見                                            |
| 1-5           | 領家町           | りょうけちょう                | 小字      | 774-0011            | 富岡              | 領家                                            |
| 1-6           | 住吉町           | すみよしちょう                | 小字      | 774-0041            | 富岡              | 芥原                                            |
| 1-7           | 原ケ崎町         | はらがさきちょう              | 小字      | 774-0008            | 富岡              | 原ケ崎                                          |
| 1-8           | 西路見町         | さいろみちょう                | 小字      | 774-0009            | 富岡              | 西路見                                          |
| 1-9           | 出来町           | できまち                      | なし      | 774-0007            | 富岡              | 西路見                                          |
| 1-10          | 豊益町           | とよますちょう                | 小字      | 774-0002            | 富岡              | 豊益                                            |
| 1-11          | 福村町           | ふくむらちょう                | 小字      | 774-0004            | 富岡              | 西路見                                          |
| 1-12          | 畭町             | はりちょう                    | 小字      | 774-0003            | 富岡              | 西路見                                          |
| 1-13          | 黒津地町         | くろつちちょう                | 小字      | 774-0006            | 富岡              | 黒津地                                          |
| 1-14          | 向原町           | むかいばらちょう              | 小字      | 774-0005            | 富岡              | 西路見                                          |
| 1-15          | 辰己町           | たつみちょう                  | なし      | 774-0001            | 富岡              | 辰巳                                            |
| 2-1           | 才見町           | さいみちょう                  | 小字      | 774-0015            | 見能林            | 才見                                            |
| 2-2           | 中林町           | なかばやしちょう              | 小字      | 774-0016            | 見能林            | 中林                                            |
| 2-3           | 見能林町         | みのばやしちょう              | 小字      | 774-0017            | 見能林            | 見能方                                          |
| 2-4           | 大潟町           | おおがたちょう                | なし      | 774-0022            | 見能林            | 答島                                            |
| 2-5           | 津乃峰町         | つのみねちょう                | 小字      | 774-0021            | 見能林            | 答島                                            |
| 3             | 長生町           | ながいけちょう                | 小字      | 774-0046            | 長生              | 上荒井、赤谷、大原、大谷 宮内、三倉、本庄、西方 |
| 4-1           | 阿瀬比町         | あせびちょう                  | 小字      | 779-1404            | 桑野              | 阿瀬比                                          |
| 4-2           | 山口町           | やまぐちちょう                | 小字      | 779-1403            | 桑野              | 山口                                            |
| 4-3           | 桑野町           | くわのちょう                  | 小字      | 779-1402            | 桑野              | 桑野                                            |
| 4-4           | 内原町           | うちわらちょう                | 小字      | 779-1401            | 桑野              | 内原                                            |
| 5-1           | 楠根町           | くすねちょう                  | 小字      | 771-5170            | 加茂谷            | 楠根                                            |
| 5-2           | 熊谷町           | くまだにちょう                | 小字      | 771-5171            | 加茂谷            | 吉井                                            |
| 5-3           | 吉井町           | よしいちょう                  | 小字      | 771-5172            | 加茂谷            | 吉井                                            |
| 5-4           | 加茂町           | かもちょう                    | 小字      | 771-5173            | 加茂谷            | 加茂                                            |
| 5-5           | 深瀬町           | ふかせちょう                  | 小字      | 771-5179            | 加茂谷            | 深瀬                                            |
| 5-6           | 十八女町         | さかりちょう                  | 小字      | 771-5178            | 加茂谷            | 十八女                                          |
| 5-7           | 水井町           | すいいちょう                  | 小字      | 771-5174            | 加茂谷            | 水井                                            |
| 5-8           | 大井町           | おおいちょう                  | 小字      | 771-5177            | 加茂谷            | 大井                                            |
| 5-9           | 大田井町         | おおたいちょう                | 小字      | 771-5176            | 加茂谷            | 大井                                            |
| 5-10          | 細野町           | ほそのちょう                  | 小字      | 771-5175            | 加茂谷            | 細野                                            |
| 6-1           | 上大野町         | かみおおのちょう              | 小字      | 774-0049            | 大野              | 上大野                                          |
| 6-2           | 中大野町         | なかおおのちょう              | 小字      | 774-0048            | 大野              | 中大野                                          |
| 6-3           | 下大野町         | しもおおのちょう              | 小字      | 774-0047            | 大野              | 下大野                                          |
| 7-1           | 上中町           | かみなかちょう                | 小字      | 774-0044            | 中野島            | 南島、岡、中原                                  |
| 7-2           | 柳島町           | やなぎじまちょう              | 小字      | 774-0043            | 中野島            | 柳島                                            |
| 7-3           | 横見町           | よこみちょう                  | 小字      | 774-0042            | 中野島            | 横見                                            |
| 8             | 宝田町           | たからだちょう                | 小字      | 774-0045            | 宝田              | 下荒井、立善寺、今市                            |
| 9             | 橘町             | たちばなちょう                | 小字      | 774-0023            | 橘                | 橘浦                                            |
| 9             | 橘町             | たちばなちょう                | 小字      | 779-1631 （小勝）   | 橘                | 橘浦                                            |
| 10-1          | 椿町             | つばきちょう                  | 小字      | 779-1750            | 椿                | 椿                                              |
| 10-2          | 椿泊町           | つばきどまりちょう            | 小字      | 779-1740            | 椿                | 椿泊                                            |
| 10-3          | 伊島町           | いしまちょう                  | 小字      | 774-1760            | 伊島（椿）        | 椿泊                                            |
| 11            | 福井町           | ふくいちょう                  | 小字      | 779-1620            | 福井              | 椿地、下福井、橘浦                              |
| 12            | 新野町           | あらたのちょう                | 小字      | 779-1510            | 新野              | 荒田野、豊田、廿枝、下福井                      |
| 13            | 那賀川町原       | なかがわちょう はら           | なし      | 779-1231            | 那賀川            | 原                                              |
| 14            | 那賀川町古津     | なかがわちょう ふるつ         | なし      | 779-1234            | 那賀川            | 古津                                            |
| 15            | 那賀川町苅屋     | なかがわちょう かりや         | なし      | 779-1235            | 那賀川            | 苅屋                                            |
| 16            | 那賀川町工地     | なかがわちょう たくむじ       | なし      | 779-1236            | 那賀川            | 工地                                            |
| 17            | 那賀川町上福井   | なかがわちょう かみふくい     | 小字      | 779-1243            | 那賀川            | 上福井                                          |
| 18            | 那賀川町北中島   | なかがわちょう きたなかしま   | なし      | 779-1246            | 那賀川            | 北中島                                          |
| 19            | 那賀川町赤池     | なかがわちょう あかいけ       | なし      | 779-1242            | 那賀川            | 赤池                                            |
| 20            | 那賀川町三栗     | なかがわちょう みぐりゅう     | なし      | 779-1241            | 那賀川            | 三栗                                            |
| 21            | 那賀川町大京原   | なかがわちょう だいきょうばら | なし      | 779-1233            | 那賀川            | 大京原                                          |
| 22            | 那賀川町西原     | なかがわちょう にしはら       | なし      | 779-1232            | 那賀川            | 西原                                            |
| 23            | 那賀川町中島     | なかがわちょう なかしま       | なし      | 779-1245            | 那賀川            | 中島浦                                          |
| 24            | 那賀川町島尻     | なかがわちょう しまじり       | なし      | 779-1117            | 那賀川            | 島尻                                            |
| 25            | 那賀川町江野島   | なかがわちょう えのしま       | なし      | 779-1111            | 那賀川            | 江野島                                          |
| 26            | 那賀川町小延     | なかがわちょう このぶ         | なし      | 779-1116            | 那賀川            | 小延                                            |
| 27            | 那賀川町黒地     | なかがわちょう くろじ         | なし      | 779-1121            | 那賀川            | 黒地                                            |
| 28            | 那賀川町敷地     | なかがわちょう しきじ         | なし      | 779-1115            | 那賀川            | 敷地                                            |
| 29            | 那賀川町色ケ島   | なかがわちょう いろがしま     | 小字      | 779-1112            | 那賀川            | 色ケ島                                          |
| 30            | 那賀川町今津浦   | なかがわちょう いまづうら     | 小字      | 779-1114            | 那賀川            | 今津浦                                          |
| 31            | 那賀川町芳崎     | なかがわちょう ほうざき       | なし      | 779-1113            | 那賀川            | 芳崎                                            |
| 32            | 那賀川町手島     | なかがわちょう てしま         | 小字      | 779-1123            | 那賀川            | 手島                                            |
| 33            | 那賀川町八幡     | なかがわちょう やわた         | 小字      | 779-1122            | 那賀川            | 八幡                                            |
| 34            | 那賀川町みどり台 | なかがわちょう みどりだい     | なし      | 779-1244            | 那賀川            |                                                 |
| 35            | 那賀川町豊香野   | なかがわちょう ゆたかの       | なし      | 779-1118            | 那賀川            |                                                 |
| 36            | 那賀川町日向     | なかがわちょう ひなた         | なし      | 779-1119            | 那賀川            |                                                 |
| 37-1          | 羽ノ浦町宮倉     | はのうらちょう みやぐら       | 小字      | 779-1102            | 羽ノ浦            | 宮倉                                            |
| 37-2          | 羽ノ浦町春日野   | はのうらちょう かすがの       | なし      | 779-1103            | 羽ノ浦            | 宮倉                                            |
| 37-3          | 羽ノ浦町西春日野 | はのうらちょう にしかすがの   | なし      | 779-1104            | 羽ノ浦            | 宮倉                                            |
| 38            | 羽ノ浦町中庄     | はのうらちょう なかのしょう   | 小字      | 779-1101            | 羽ノ浦            | 中庄                                            |
| 39            | 羽ノ浦町岩脇     | はのうらちょう いわわき       | 小字      | 779-1106            | 羽ノ浦            | 岩脇                                            |
| 39            | 羽ノ浦町岩脇     | はのうらちょう いわわき       | 小字      | 779-1107 （奥ノ谷） | 羽ノ浦            | 岩脇                                            |
| 40            | 羽ノ浦町古毛     | はのうらちょう こもう         | 小字      | 779-1109            | 羽ノ浦            | 古毛                                            |
| 41            | 羽ノ浦町古庄     | はのうらちょう ふるしょう     | 小字      | 779-1105            | 羽ノ浦            | 古庄                                            |
| 42            | 羽ノ浦町明見     | はのうらちょう みょうけん     | なし      | 779-1108            | 羽ノ浦            | 下大野                                          |

- 見能林町
- 内原町
- 桑野町
- 細野町谷上の街並み
- 高速道路の建設進む下大野町
- 福井町
- 新野町

## 行政

### 役所・支所
- 1つの本庁と2つの支所が設置されている。 
  - 阿南市役所
    - 那賀川支所
    - 羽ノ浦支所

### 市長
| 代位   | 人 | 市長氏名 | 任期                       | 任期                             | 肩書き                        | 所属政党 | 備考                |
| 代位   | 人 | 市長氏名 | 就任年月日                 | 退任年月日                       | 肩書き                        | 所属政党 | 備考                |
| ------ | -- | -------- | -------------------------- | -------------------------------- | ----------------------------- | -------- | ------------------- |
| －     | － |          | 1958年（昭和33年）5月1日   | 1958年（昭和33年）5月18日        |                               | 無所属   | 市長職務代理者      |
| 初代   | 1  | 澤田紋   | 1958年（昭和33年）5月18日  | 1962年（昭和37年）5月17日        | 元富岡町収入役 元富岡町長     | 無所属   | 無投票（1期）       |
| 第2代  | 1  | 澤田紋   | 1962年（昭和37年）5月18日  | 1966年（昭和41年）5月17日        | 元富岡町収入役 元富岡町長     | 無所属   | 無投票（2期）       |
| 第3代  | 1  | 澤田紋   | 1966年（昭和41年）5月18日  | 1970年（昭和45年）5月17日        | 元富岡町収入役 元富岡町長     | 無所属   | 投票率57.75%（3期） |
| 第4代  | 2  | 渡辺浩之 | 1970年（昭和45年）5月18日  | 1974年（昭和49年）5月17日        | 元阿南市第一助役              | 無所属   | 投票率84.32%（1期） |
| 第5代  | 2  | 渡辺浩之 | 1974年（昭和49年）5月18日  | 1975年（昭和50年）11月19日       | 元阿南市第一助役              | 無所属   | 投票率54.67%（2期） |
| －     | － | 福田秀行 | 1975年（昭和50年）11月20日 | 1975年（昭和50年）12月7日        | 阿南市第一助役                | 無所属   | 市長職務代理者      |
| 第6代  | 3  | 吉原薫   | 1975年（昭和50年）12月7日  | 1979年（昭和42年）12月6日        | 元阿南市第一助役              | 無所属   | 投票率55.79%（1期） |
| 第7代  | 3  | 吉原薫   | 1979年（昭和54年）12月7日  | 1983年（昭和58年）12月6日        | 元阿南市第一助役              | 無所属   | （2期）             |
| 第8代  | 3  | 吉原薫   | 1983年（昭和58年）12月7日  | 1987年（昭和62年）12月6日        | 元阿南市第一助役              | 無所属   | （3期）             |
| 第9代  | 4  | 野村靖   | 1987年（昭和62年）12月7日  | 1991年（平成3年）12月6日         | 元阿南市助役                  | 無所属   | （1期）             |
| 第10代 | 4  | 野村靖   | 1991年（平成3年）12月7日   | 1995年（平成7年）12月6日         | 元阿南市助役                  | 無所属   | （2期）             |
| 第11代 | 4  | 野村靖   | 1995年（平成7年）12月7日   | 1999年（平成11年）12月6日        | 元阿南市助役                  | 無所属   | （3期）             |
| 第12代 | 4  | 野村靖   | 1999年（平成11年）12月7日  | 2003年（平成15年）12月6日        | 元阿南市助役                  | 無所属   | （4期）             |
| 第13代 | 5  | 岩浅嘉仁 | 2003年（平成15年）12月7日  | 2007年（平成19年）12月6日        | 元徳島県議会議員 元衆議院議員 | 無所属   | 投票率69.26%（1期） |
| 第14代 | 5  | 岩浅嘉仁 | 2007年（平成19年）12月7日  | 2011年（平成23年）12月6日        | 元徳島県議会議員 元衆議院議員 | 無所属   | 無投票（2期）       |
| 第15代 | 5  | 岩浅嘉仁 | 2011年（平成23年）12月7日  | 2015年（平成27年）12月6日        | 元徳島県議会議員 元衆議院議員 | 無所属   | 無投票（3期）       |
| 第16代 | 5  | 岩浅嘉仁 | 2015年（平成27年）12月7日  | 2019年（令和元年）12月6日        | 元徳島県議会議員 元衆議院議員 | 無所属   | 投票率52.27%（4期） |
| 第17代 | 6  | 表原立磨 | 2019年（令和元年）12月7日  | 2023年（令和5年）12月6日         | 元阿南市議会議員              | 無所属   | 投票率52.94%（1期） |
| 第18代 | 7  | 岩佐義弘 | 2023年（令和5年）12月7日   | 2027年（令和9年）12月6日（予定） | 元徳島県議会議員              | 無所属   | 投票率55.61%（1期） |

### 財政
- 収支は好調であり、この数年は地方交付税の不交付団体になっている。

### 県の機関
- 徳島県南部総合県民局阿南庁舎 - 阿南市富岡町あ王谷46番地
- 徳島県阿南保健所 - 阿南市領家町野神311番地4
- 徳島県徳島家畜保健衛生所阿南支所 - 阿南市日開野町谷田483番地3

### 国の機関
- 徳島地方法務局阿南支局 - 阿南市日開野町谷田497番地2
  - 徳島県阿南安芸自動車道用地推進センター
- 徳島地方検察庁阿南支部 - 阿南市富岡町西池田口1番地2
  - 阿南区検察庁
  - 牟岐区検察庁
- 阿南税務署 - 阿南市富岡町滝の下4番地4
- 阿南労働総合庁舎 - 阿南市領家町本荘ヶ内120番地6
  - 阿南労働基準監督署
  - 阿南公共職業安定所
- 徳島農政事務所那賀川農地防災事業所 - 阿南市日開野町西居内456番地
- 四国地方整備局那賀川河川事務所 - 阿南市領家町室ノ内390番地
- 自衛隊徳島地方協力本部阿南地域事務所 - 阿南市富岡町内町164番地1 内町会館1階
- 陸上自衛隊徳島駐屯地 - 阿南市那賀川町小延413番地1
- 徳島地方裁判所阿南支部 - 阿南市富岡町西池田口1番地1
  - 徳島家庭裁判所阿南支部
  - 阿南簡易裁判所

### 警察
- 徳島県阿南警察署 - 阿南市富岡町トノ町1番地4

交番・駐在所については当該項目を参照。

### 消防
- 阿南市消防本部 - 阿南市辰己町1番地33

消防署・出張所については当該項目を参照。

## 議会

### 市議会
- 定数：26人
- 会派別議員数（令和５年１１月２４日現在[9]）

| 会派名           | 計 |
| 計               | 26 |
| ---------------- | -- |
| あなん至誠会     | 9  |
| みらい阿南       | ９ |
| 市民クラブ       | ３ |
| 経政会           | 2  |
| 公明党           | 2  |
| 子どもと未来の会 | 1  |

### 県議会
- 選挙区：阿南選挙区
- 定数：4人
- 任期：2019年4月30日 - 2023年4月29日
- 投票日：2019年4月7日
- 当日有権者数：61,182人
- 投票率：51.37％

| 候補者名 | 当落 | 年齢 | 党派名     | 新旧別 | 得票数  |
| -------- | ---- | ---- | ---------- | ------ | ------- |
| 嘉見博之 | 当   | 71   | 自由民主党 | 現     | 7,505票 |
| 岩佐義弘 | 当   | 47   | 自由民主党 | 現     | 7,453票 |
| 仁木啓人 | 当   | 32   | 無所属     | 新     | 7,447票 |
| 達田良子 | 当   | 68   | 日本共産党 | 現     | 4,376票 |
| 島田正人 | 落   | 51   | 自由民主党 | 現     | 4,190票 |

### 衆議院
- 選挙区：徳島1区（徳島市、小松島市、阿南市、勝浦郡、名東郡、名西郡、那賀郡、海部郡）
- 任期：2021年10月31日 - 2025年10月30日
- 当日有権者数：362,130人
- 投票率：55.93％

| 当落 | 候補者名   | 年齢 | 所属党派     | 新旧別 | 得票数   | 重複 |
| ---- | ---------- | ---- | ------------ | ------ | -------- | ---- |
| 当   | 仁木博文   | 55   | 無所属       | 元     | 99,474票 |      |
| 比当 | 後藤田正純 | 52   | 自由民主党   | 前     | 77,398票 | ○    |
| 比当 | 吉田知代   | 46   | 日本維新の会 | 新     | 20,065票 | ○    |
|      | 佐藤行俊   | 73   | 無所属       | 新     | 1,808票  |      |

## 教育

### 高等専門学校
- 阿南工業高等専門学校

### 高等学校
- 徳島県立阿南光高等学校
- 徳島県立富岡西高等学校
- 徳島県立富岡東高等学校
- 徳島県立富岡東高等学校羽ノ浦校

### 中学校
- 阿南市立阿南中学校
- 阿南市立阿南第一中学校
- 阿南市立阿南第二中学校
- 阿南市立新野中学校

- 阿南市立伊島中学校
- 阿南市立加茂谷中学校
- 阿南市立椿町中学校
- 阿南市立那賀川中学校

- 阿南市立羽ノ浦中学校
- 阿南市立福井中学校
- 徳島県立富岡東中学校

### 小学校
- 阿南市立新野小学校
- 阿南市立新野西小学校（休校）
- 阿南市立新野東小学校
- 阿南市立伊島小学校
- 阿南市立今津小学校

- 阿南市立岩脇小学校
- 阿南市立大井小学校（休校）
- 阿南市立大野小学校
- 阿南市立蒲生田小学校（休校）
- 阿南市立桑野小学校

- 阿南市立宝田小学校
- 阿南市立橘小学校
- 阿南市立津乃峰小学校
- 阿南市立椿小学校
- 阿南市立椿泊小学校

- 阿南市立富岡小学校
- 阿南市立中野島小学校
- 阿南市立長生小学校
- 阿南市立羽ノ浦小学校
- 阿南市立平島小学校

- 阿南市立福井小学校
- 阿南市立福井南小学校（休校）
- 阿南市立見能林小学校
- 阿南市立山口小学校
- 阿南市立横見小学校
- 阿南市立吉井小学校

### 特別支援学校
- 徳島県立阿南支援学校

## 情報機関

### 市内に所在
新聞
- 徳島新聞阿南支局
- 朝日新聞阿南通信局
- 読売新聞阿南通信部

テレビ局
- NHK徳島放送局阿南支局（教育2ch、総合3ch）

ケーブルテレビ局
- ケーブルテレビあなん
- 徳島県南メディアネットワーク

## 交流

### 姉妹都市・提携都市
- なし。

### パートナーシティ
- 御坊市（和歌山県）
  - 2014年（平成26年）11月17日 パートナーシティ協定を締結。
- 合志市（熊本県）
  - 2019年（令和元年）10月2日 パートナーシティ協定を締結。

### 災害時相互応援
- 米子市（鳥取県）
  - 2005年（平成17年）6月22日 災害時相互応援協定を締結。
- 島原市（長崎県）
  - 2016年（平成28年）7月22日 災害時相互応援協定を締結。

### 定住自立圏形成
- 那賀町、美波町
  - 2011年（平成23年）3月24日 定住自立圏形成協定を締結。
  - 2016年（平成28年）3月25日 定住自立圏形成協定の一部変更協定を締結。
- 牟岐町、海陽町
  - 2016年（平成28年）3月25日 定住自立圏形成協定を締結。

### 地域連携
- 室戸市（高知県）、安芸市（高知県）
  - 2010年（平成22年）5月28日 AMA（あま）地域連携協定を締結。

### 地域交流

#### 県外
- 島原市（長崎県）
  - 1991年（平成3年）6月3日 雲仙岳噴火災害をきっかけに、当時の阿南商工会議所青年部が島原市の子どもたちを元気づけようと、阿波踊り交流や「島原阿南げんき塾｣を始めたことがきっかけで交流が始まった。
- 阿南町（長野県）
  - 1992年 第64回選抜高等学校野球大会に徳島県立新野高等学校が出場した際、阿南町の新野（にいの）少年野球クラブが祝電を送ったことがきっかけで交流が始まった。

## 電話番号
- 市外局番は、一部を除き0884である。
  - 0884(21 - 24) 上中町、西路見町、下大野町、宝田町、富岡町、長生町、日開野町、見能林町、領家町
  - 0884(25,35) 十八女町、加茂町、吉井町
  - 0884 (26) 阿瀬比町、内原町、桑野町、山口町
  - 0884(27,28) 大潟町、橘町、津乃峰町
  - 0884 (33) 伊島町、椿町、椿泊町
  - 0884 (34) 福井町
  - 0884 (36) 新野町
  - 0884 (42) 那賀川町
  - 0884 (44) 羽ノ浦町
  - 0885 那賀川町島尻の一部

## 歴史

### 市制前
- 1889年（明治22年）10月1日 - 町村制施行に伴い、那賀郡富岡村、橘浦村、新野村、桑野村、椿村、中野島村、宝田村、長生村、大野村、加茂谷村、見能林村、福井村が成立。
- 1905年（明治38年）10月10日 - 富岡村が町制施行し富岡町となる。
- 1912年（大正元年）10月1日 - 橘浦村が町制施行・改称し橘町となる。
- 1915年（大正4年）11月10日 - 新野村が町制施行し新野町となる。
- 1928年（昭和3年）10月22日 - 那賀川橋が完成、開通式[10]。
- 1940年（昭和15年）
  - 2月11日 - 桑野村が町制施行し桑野町となる。
  - 12月10日 - 椿村が町制施行し椿町となる。
- 1954年（昭和29年）3月31日 - 富岡町・中野島村・宝田村・長生村、大野村の一部が合併し、富岡町となる。大野村の残部は羽ノ浦町に編入。
- 1955年（昭和30年）
  - 1月1日 - 加茂谷村が富岡町に編入。
  - 3月16日 - 見能林村が富岡町に編入。
  - 3月26日 - 橘町・新野町・椿町・福井村が合併し、橘町が発足。
  - 4月15日 - 桑野町が富岡町に編入。

### 市制後

#### 1950年代・1960年代
- 1958年（昭和33年）
  - 5月1日 - 那賀郡富岡町と橘町が合併、市制施行し阿南市が発足。
  - 9月 - 阿南の「あ」と「南」を図案化した市章が制定される[1][11][12]。
- 1959年（昭和34年）8月 - 神崎製紙（現：王子製紙）富岡工場が操業を開始。
- 1960年（昭和35年）5月 - チリ地震が発生、市内海岸線で津波被害。
- 1962年（昭和37年）4月1日 - 徳島県立阿南工業高等学校が開校。阿南市立阿南第一中学校が開校。
- 1963年（昭和38年）4月1日 - 国立阿南工業高等専門学校が開校。
- 1964年（昭和39年）
  - 1月 - 新産業都市徳島地区に指定される。
  - 6月 - 市内の一部地域が室戸阿南海岸国定公園に指定される。
  - 10月 - 阿南市外二町衛生組合設立。
- 1965年（昭和40年）9月14日 - 台風第24号に刺激を受けた秋雨前線により集中豪雨。14日の時点で福井町大西が浸水により130人が孤立[13]。
- 1966年（昭和41年）
  - 4月1日 - 市役所庁舎が完成。
  - 11月 - 国鉄阿波富岡駅が阿南駅に駅名を改称。
- 1967年（昭和42年）
  - 3月31日 - 阿南市立富岡中学校、見能林中学校が閉校。
  - 4月1日 - 阿南市立阿南中学校が開校。
- 1969年（昭和44年）
  - 1月 - 日本電工徳島工場が操業を開始。
  - 6月25日 - 市民憲章を制定する[14]。

#### 1970年代
- 1974年（昭和49年）10月 - 市民会館が完成。
- 1975年（昭和50年）4月 - 阿南消防組合設立。
- 1978年（昭和53年）
  - 3月31日 - 阿南市立桑野中学校、橘中学校が閉校。
  - 4月1日 - 阿南市立阿南第二中学校が開校。
- 1979年（昭和54年）5月 - 阿南市民体育館が完成。

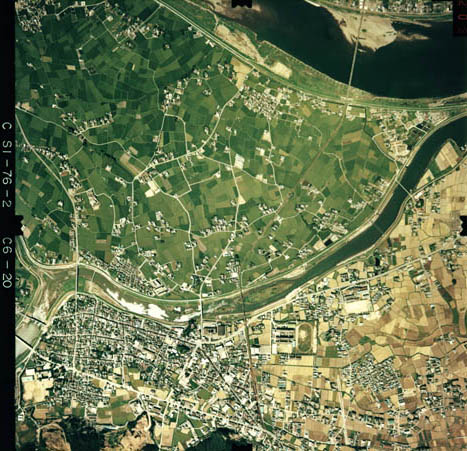
阿南市街地 1976年度撮影
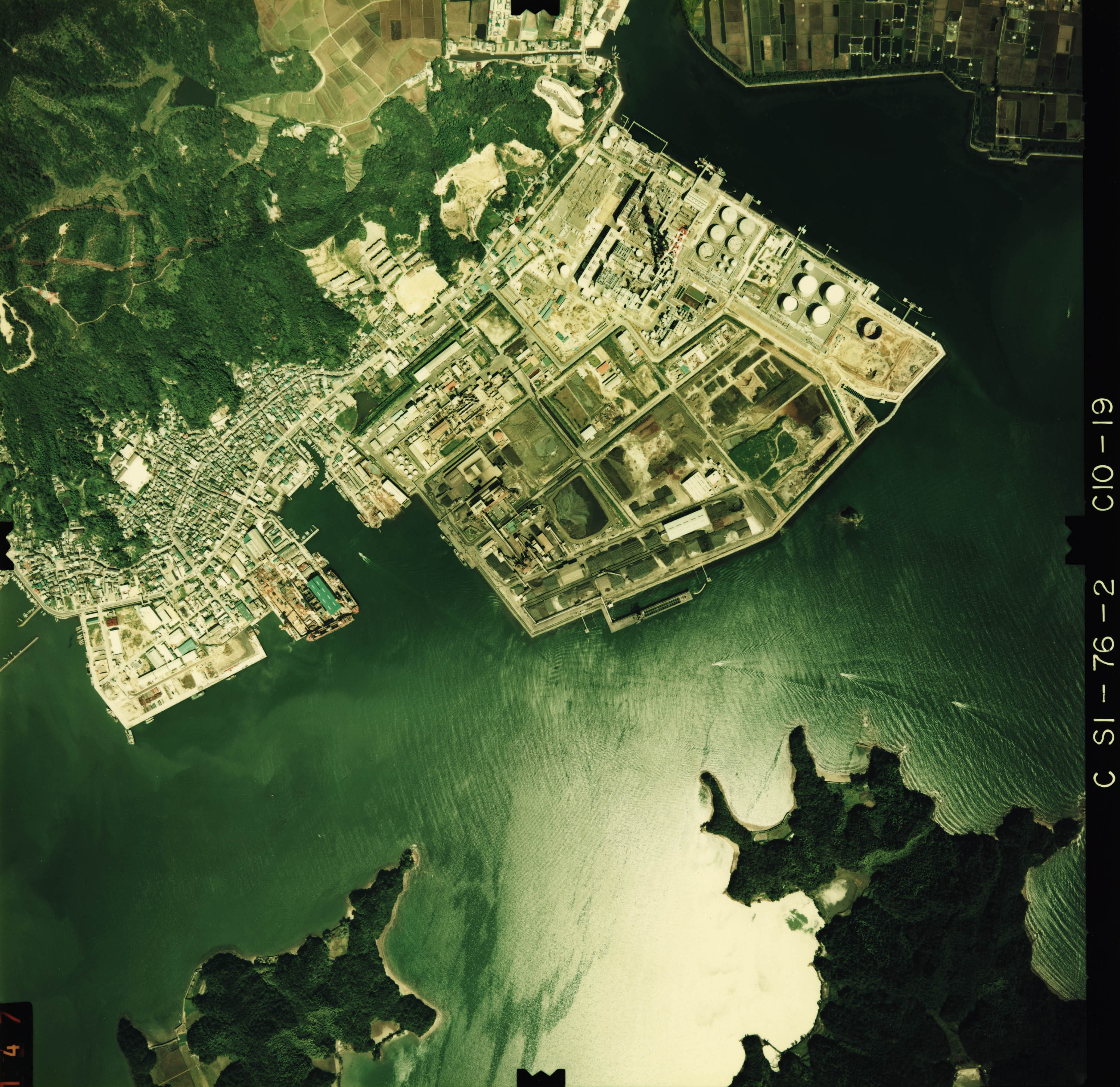
橘市街地 1976年度撮影

#### 1980年代
- 1980年（昭和55年）
  - 7月 - 阿南市勤労者体育センターが完成。
- 1981年（昭和56年）
  - 7月19日 - 阿南市立図書館（現阿南市立阿南図書館）が開館。
- 1982年（昭和57年）
  - 6月 - B&G財団阿南海洋センターが完成。
  - 9月 - 阿南市葬祭場が完成。
- 1985年（昭和60年）
  - 3月31日 - 阿南市立見能林小学校津乃峰分校が閉校。
  - 4月 - 阿南市立津乃峰小学校が開校。
- 1987年（昭和62年）
  - 10月 - 国道55号阿南道路着工。
- 1988年（昭和63年）
  - 6月 - 市の木を「梅」に制定[1]。
  - 6月19日 - 細野町の洞窟で2,3万年前の鹿の化石が発見される[15]。
  - 6月27日 - 市旗を制定する[16]。
  - 12月 - 阿南勤労者総合福祉センターが落成。

#### 1990年代
- 1991年（平成3年）
  - 12月 - 市の花を「ひまわり」に制定[1]。
  - 12月25日 - 阿南市民長寿社会憲章を制定する[17]。
- 1992年（平成4年）
  - 3月 - 徳島県立新野高等学校野球部が第64回選抜高等学校野球大会に初出場。
  - 3月31日 - 阿南市立蒲生田小学校が休校。
- 1993年（平成5年）
  - 7月14日 - よんでんエネルギープラザ阿南が開館。
  - 8月30日 - 国道55号阿南道路の小松島市大林町 - 阿南市西路見町間が開通。
  - 10月 - 東四国国体が開催され、ホッケー・銃剣道・馬術・自転車ロードレースの会場に。
- 1994年（平成6年）
  - 3月31日 - 阿南市立大井小学校が休校。
  - 6月 - キョーエイアピカ店が開店。
- 1995年（平成7年）
  - 1月 - 阿南ひまわり会館が完成。
  - 7月 - 福井ダム公園「メリー・ストリーム」が完成。
- 1996年（平成8年）
  - 3月31日 - 見能林小学校大潟分校、見能林小学校中林分校が廃校。
  - 4月1日 - 徳島県立阿南養護学校が開校。
  - 7月 - 北の脇海岸が「日本の渚百選」に選定される。
  - 8月 - 徳島県立新野高等学校野球部が第78回全国高等学校野球選手権大会に初出場。
  - 11月 - 県営辰巳工業団地の用地が完売。
  - 12月 - 橘湾石炭火力発電所建設工事に着手。
- 1999年（平成11年）
  - 3月 - 市の鳥を「ツバメ」に制定[1]。
  - 3月 - 阿南市文化会館「夢ホール」が完成。
  - 3月31日 - 阿南市立福井南小学校が休校。
  - 6月 - 豪雨により桑野川沿いで水害が発生。

#### 2000年代
- 2000年（平成12年）12月 - 橘湾火力発電所が運転開始。
- 2001年（平成13年）
  - 3月 - 阿南市スポーツ総合センターが完成。
  - 7月 - 蒲生田岬に船瀬温泉がオープン。
  - 10月 - 阿南 - 大阪間に高速バスが運行開始。
- 2002年（平成14年）
  - 11月 - 第13回日本ウミガメ会議が開催される。
  - 11月 - 近畿2府7県合同防災訓練が実施される。
- 2003年（平成15年）
  - 11月 - 阿南駅の新駅舎（徳島県初、阿南市初の橋上駅舎）が完成。
  - 12月 - ウィルアオキ阿南店が閉店。
- 2004年（平成16年）
  - 4月1日 - ウィルアオキ阿南店の居抜きで、フジグラン阿南店が開店[18]。
  - 9月 - 阿南市・那賀川町・羽ノ浦町合併協議会が設置。
- 2005年（平成17年）04月 - 市内全中学校で2学期制を導入。
- 2006年（平成18年）
  - 3月20日 - 那賀郡那賀川町、羽ノ浦町を編入。
  - 4月1日 - 市内全小学校・那賀川中学校・羽ノ浦中学校で2学期制を導入。
  - 6月30日 - 阿南市立新野幼稚園大南分園が閉園。
- 2007年（平成19年）5月 - 徳島県南部健康運動公園（アグリあなんスタジアム）が開園。
- 2008年（平成20年）4月1日 - 阿南市立平島こどもセンターが開所。
- 2009年（平成21年）3月31日 - 阿南市立新野西小学校が休校。

#### 2010年代
- 2011年（平成23年）1月 - ロゴマークを制定する[1]。
- 2012年（平成24年）
  - 3月26日 - 徳島駐屯地が開庁（県内の陸自駐屯地としては初）[19]。
  - 3月28日 - 橘地区防災公園が完成。
  - 4月1日 - 私立那賀川ひまわり保育園が開園。
- 2013年（平成25年）
  - 3月31日 - 阿南市橘保育所が閉所、阿南市立橘幼稚園が閉園。
  - 4月1日 - 阿南市立橘こどもセンターが開所[20]。
  - 10月12日 - 阿南市のイメージアップキャラクターであるあななんが誕生。
  - 11月15日 - 阿南市クリーンセンターが閉所。
  - 11月18日 - エコパーク阿南が試運転開始する[21]。
- 2014年（平成26年）
  - 2月10日 - 阿南市リサイクルセンターが閉所。
  - 4月1日 - エコパーク阿南が本格稼働開始。
  - 4月17日 - ザ・ビッグエクストラ阿南店が開店[22]。
  - 8月10日 - 平成26年台風第11号の集中豪雨により那賀川が氾濫。浸水家屋約350戸、加茂谷中学校は2階まで浸水する被害[23]。
- 2015年（平成27年）
  - 2月16日 - 市役所・新庁舎（高層棟）が業務開始[24]。
  - 10月29日 - ゆたか野地区防災公園が開園。
- 2016年（平成28年）3月1日 - 津乃峰総合センターが完成。
- 2017年（平成29年）
  - 3月26日 - 津乃峰地区防災公園が開園。
  - 3月31日 - 阿南市羽ノ浦すみれ保育所、阿南市羽ノ浦こばと保育所が閉所。
  - 4月1日 - 阿南市岩脇こどもセンターが開所。
- 2018年（平成30年）
  - 4月1日 - 阿南工業高校と新野高校の合併に伴い、徳島県立阿南光高等学校が開校。
  - 10月1日 - 阿南市市民会館が閉館。
- 2019年（平成31年）
  - 3月 - 徳島県立富岡西高等学校野球部が第91回選抜高等学校野球大会に初出場。
  - 3月31日 - 徳島県立阿南工業高等学校、徳島県立新野高等学校が閉校。阿南市新野保育所が閉所、阿南市立新野幼稚園が閉園。
  - 4月1日 - 阿南市新野こどもセンターが開所。

#### 2020年代
- 2020年（令和2年）
  - 3月14日 - 国道55号阿南道路の那賀川町中島～西路見町江川の延長2.1kmが4車線化。
  - 3月30日 - 工地地区命山津波避難施設が開所。
  - 3月31日 - 阿南市宝田保育所が閉所、阿南市立宝田幼稚園が閉園。
  - 4月1日 - 阿南市宝田こどもセンターが開所。
- 2021年（令和3年）
  - 4月12日 - 阿南市立阿南図書館が休館。
  - 4月14日 - 阿南市立図書館カウンターが開館。
  - 8月 - 徳島県立阿南光高等学校野球部が第103回全国高等学校野球選手権大会に現校名として初出場。
- 2022年（令和4年）
  - 3月31日 - 阿南市立伊島小学校、阿南市立伊島中学校が休校。
  - 4月1日 - 富岡東部地区防災公園が開園。阿南市橘体育館が休館。
- 2023年（令和5年）
  - 3月31日 - 私立那賀川ひまわり保育園が閉園。
  - 4月1日 - 阿南市羽ノ浦スポーツセンターが開館。私立エクセレント羽ノ浦こども園、私立なかがわ保育園が開園。
- 2024年（令和6年）
  - 3月 - 徳島県立阿南光高等学校野球部が第96回選抜高等学校野球大会に現校名として初出場。

## 産業

### 工業

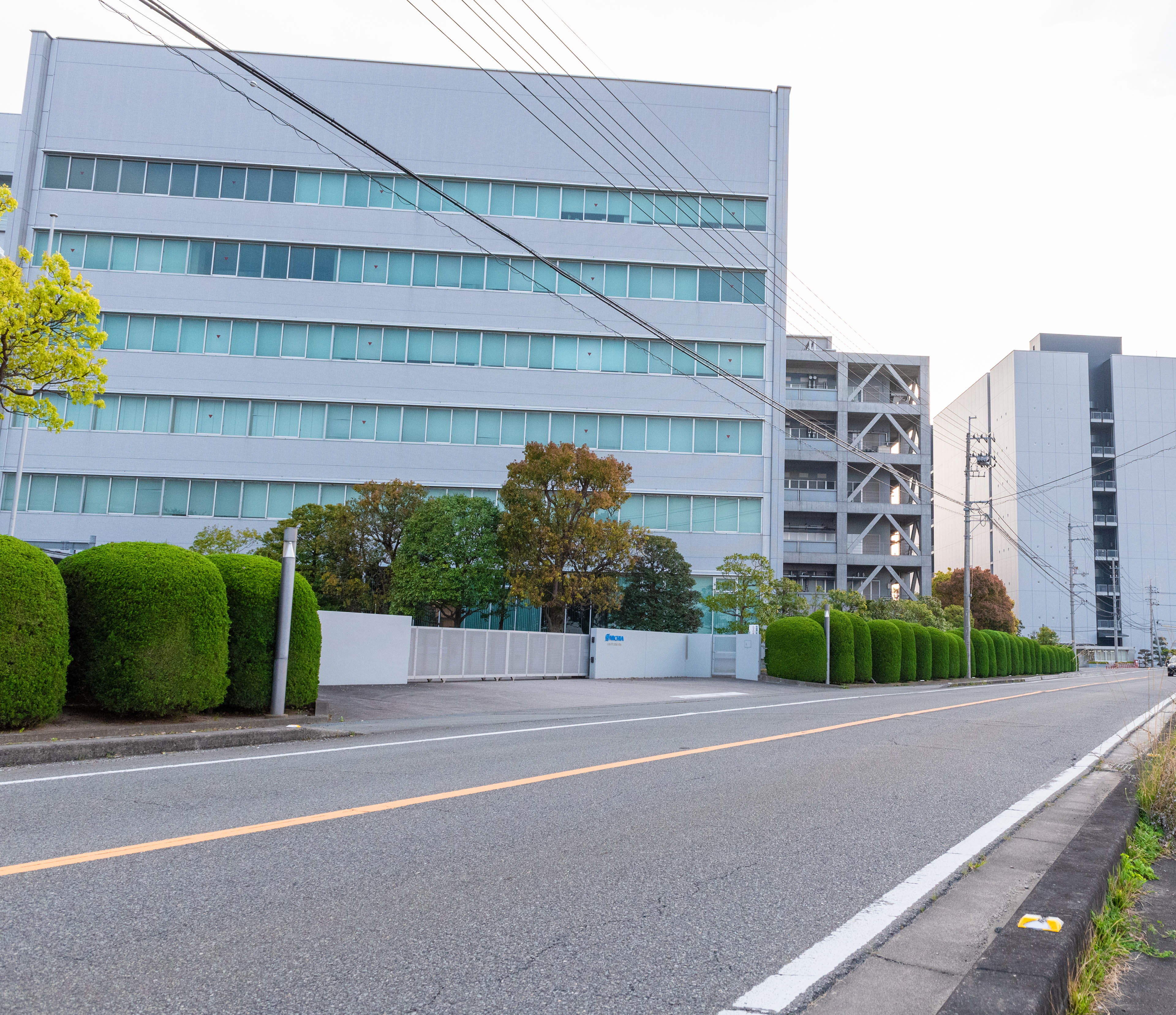
日亜化学工業・現在の本社（上中町）

- 「光のまち」と呼ばれており、発光ダイオードの生産をしている日亜化学工業を中心に発展している[3][4]。
- 主な企業、工場等
  - 日亜化学工業本社（上中町）
  - 日亜化学工業A工場（新野町）
  - 日亜化学工業TN工場（辰巳町）
  - 日亜化学工業TS工場（辰巳町）
  - 王子製紙富岡工場（豊益町）
  - クラボウ徳島工場（辰巳町）
  - 新日本電工徳島工場・研究所（橘町）
  - 四国化工機食品事業本部（さとの雪）阿南食品工場（山口町）
  - ノヴィルパブリックワークス（旧：オーエム工業）阿南工場（津乃峰町）
  - 阿波製紙阿南工場（津乃峰町）
  - 四国電力阿南発電所：石油火力発電所（橘町）
  - 四国電力橘湾発電所：石炭火力発電所（橘町）
  - 電源開発橘湾火力発電所：石炭火力発電所（橘町）

### 農林水産業

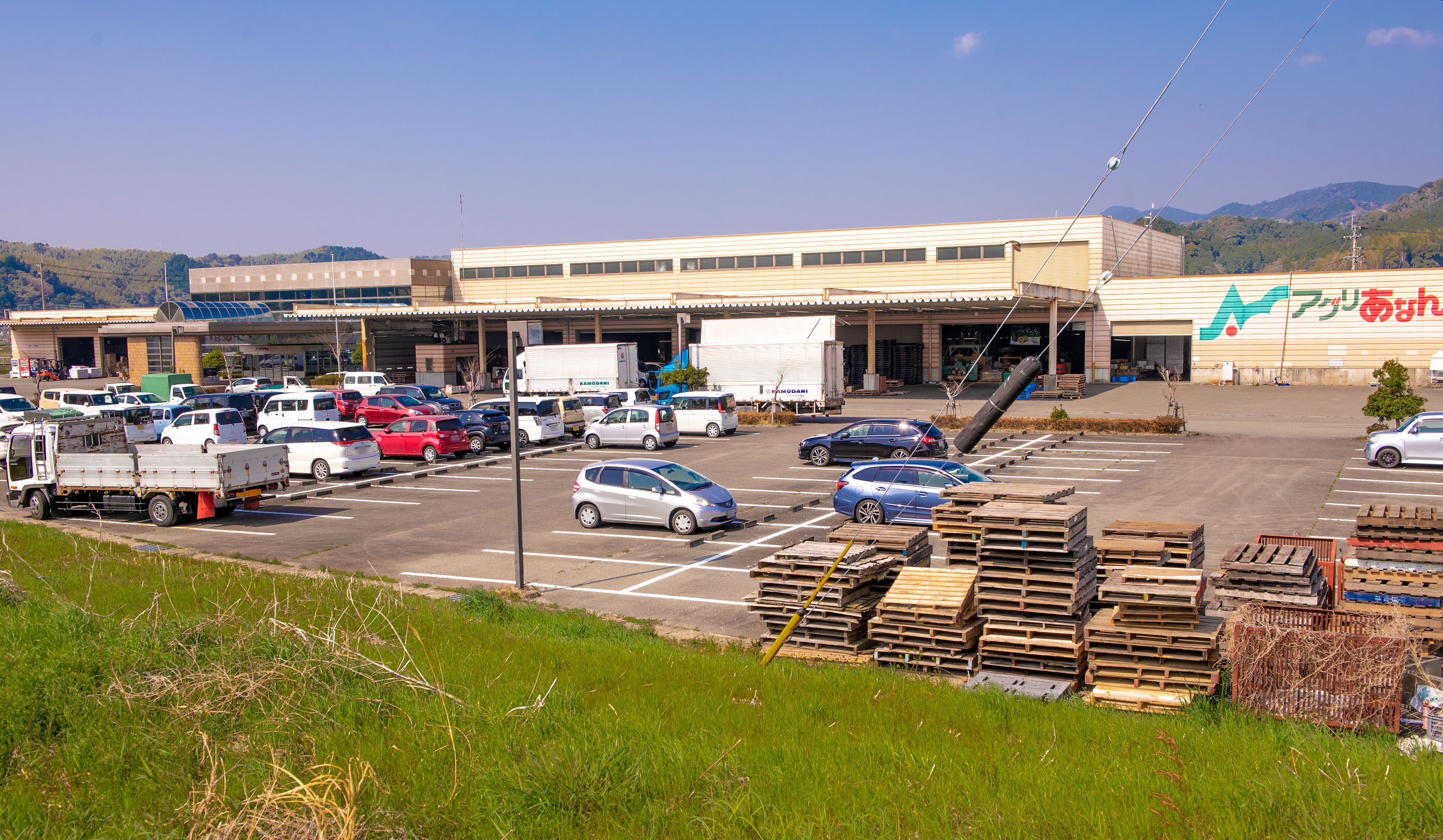
阿南市（羽ノ浦町・那賀川町除く）・那賀町を管轄 JA徳島県桑野支店（旧・JAアグリあなん本部）（桑野町）
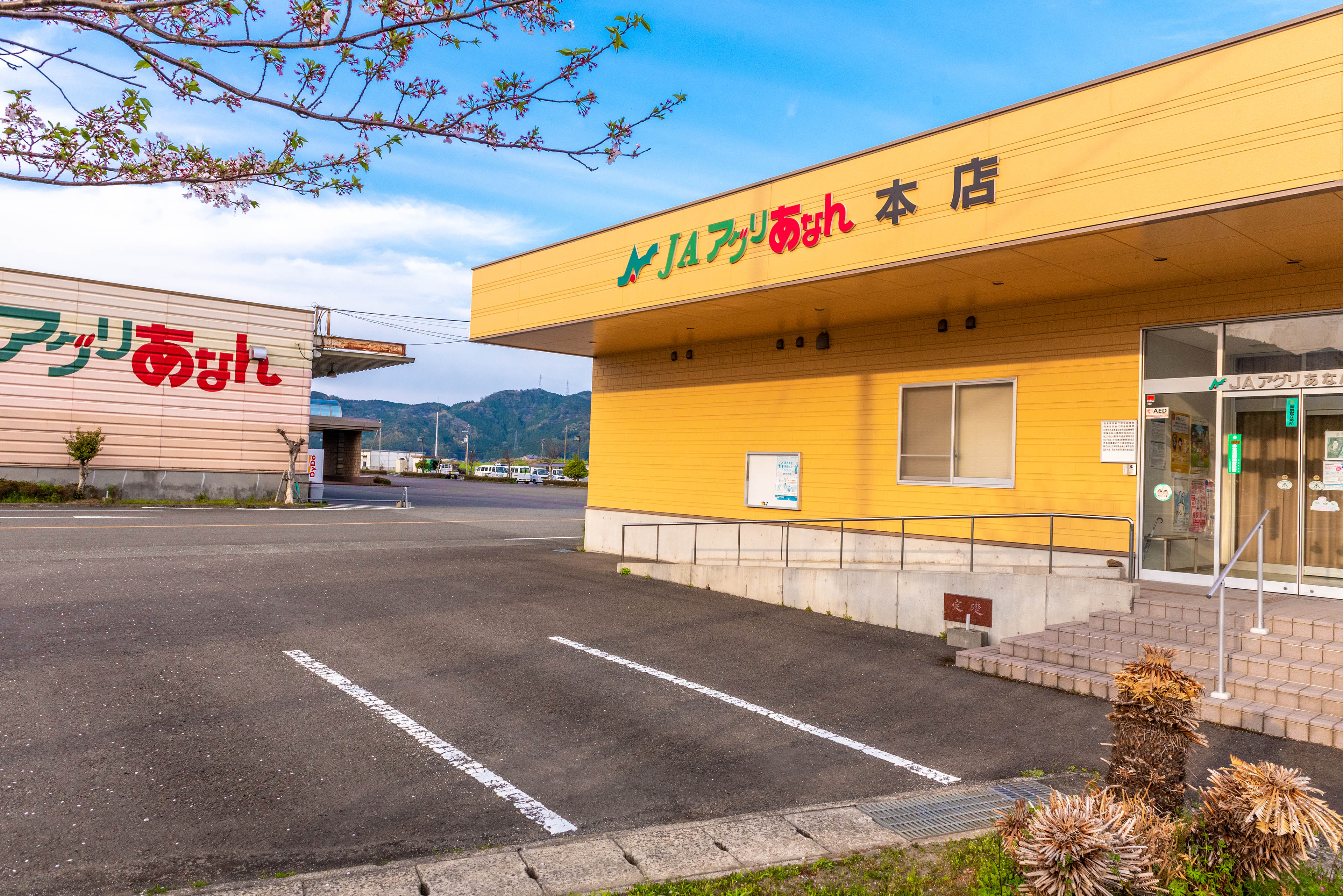
JA徳島県桑野支店（旧・JAアグリあなん本店）（桑野町）

- 農協はJA徳島県とJA東とくしまの2農協
- 農協
  - JA徳島県（徳島県農業協同組合）桑野支店（旧・JAアグリあなん（阿南農業協同組合）本店）（桑野町）
  - JA徳島県（徳島県農業協同組合）阿南支店（旧・JAアグリあなん（阿南農業協同組合）阿南支店）（領家町）
  - JA徳島県（徳島県農業協同組合）上中支店（旧・JAアグリあなん（阿南農業協同組合）北部支店）（上中町）
  - JA徳島県（徳島県農業協同組合）福井支店（旧・JAアグリあなん（阿南農業協同組合）南部支店）（福井町）
  - JA東とくしま（東とくしま農業協同組合）羽ノ浦出張所（羽ノ浦町）
  - JA東とくしま（東とくしま農業協同組合）那賀川支所（那賀川町）

### 飲食店
- 喫茶・大菩薩峠（福井町）

### 商業

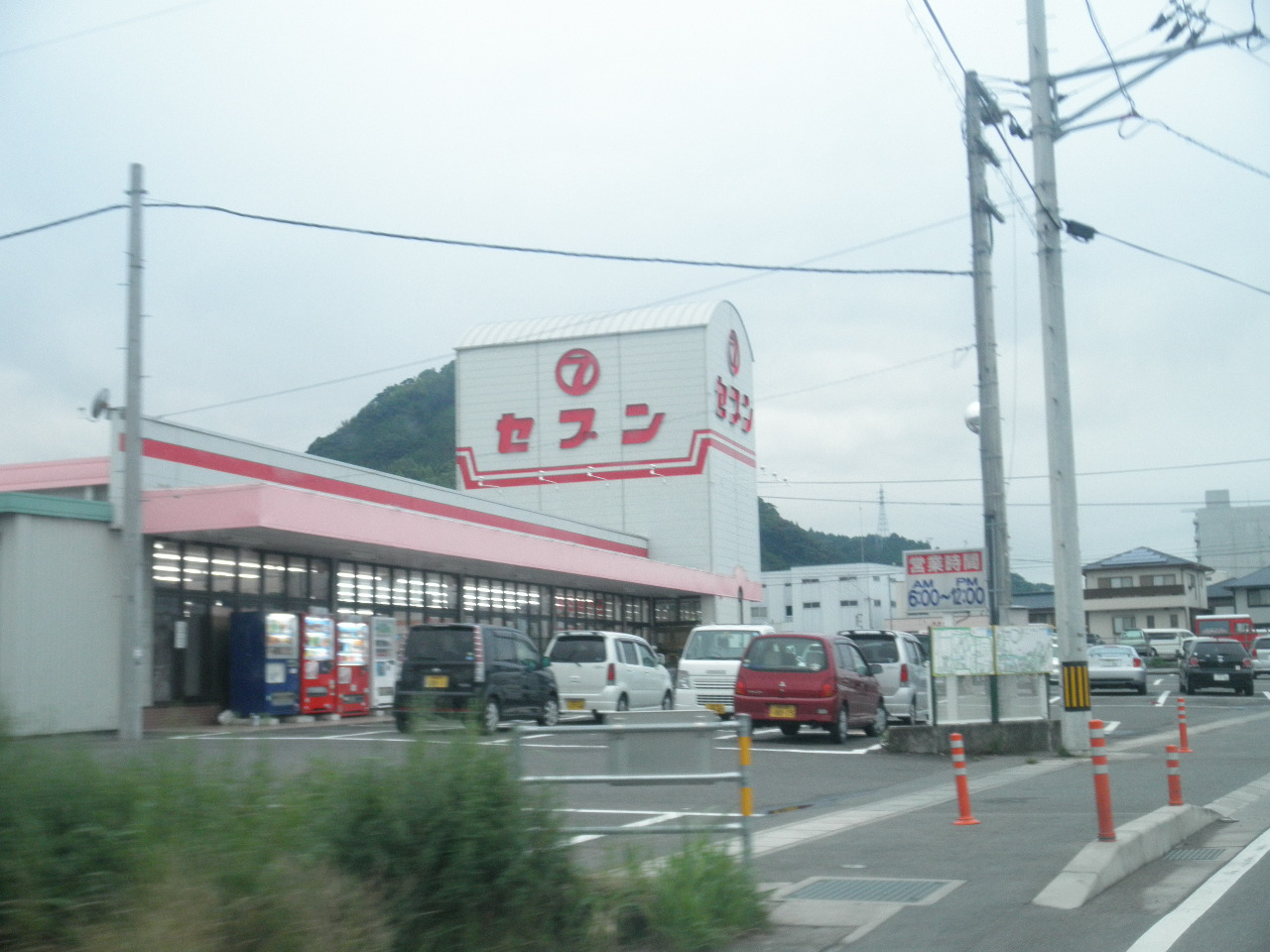
セブン上中店
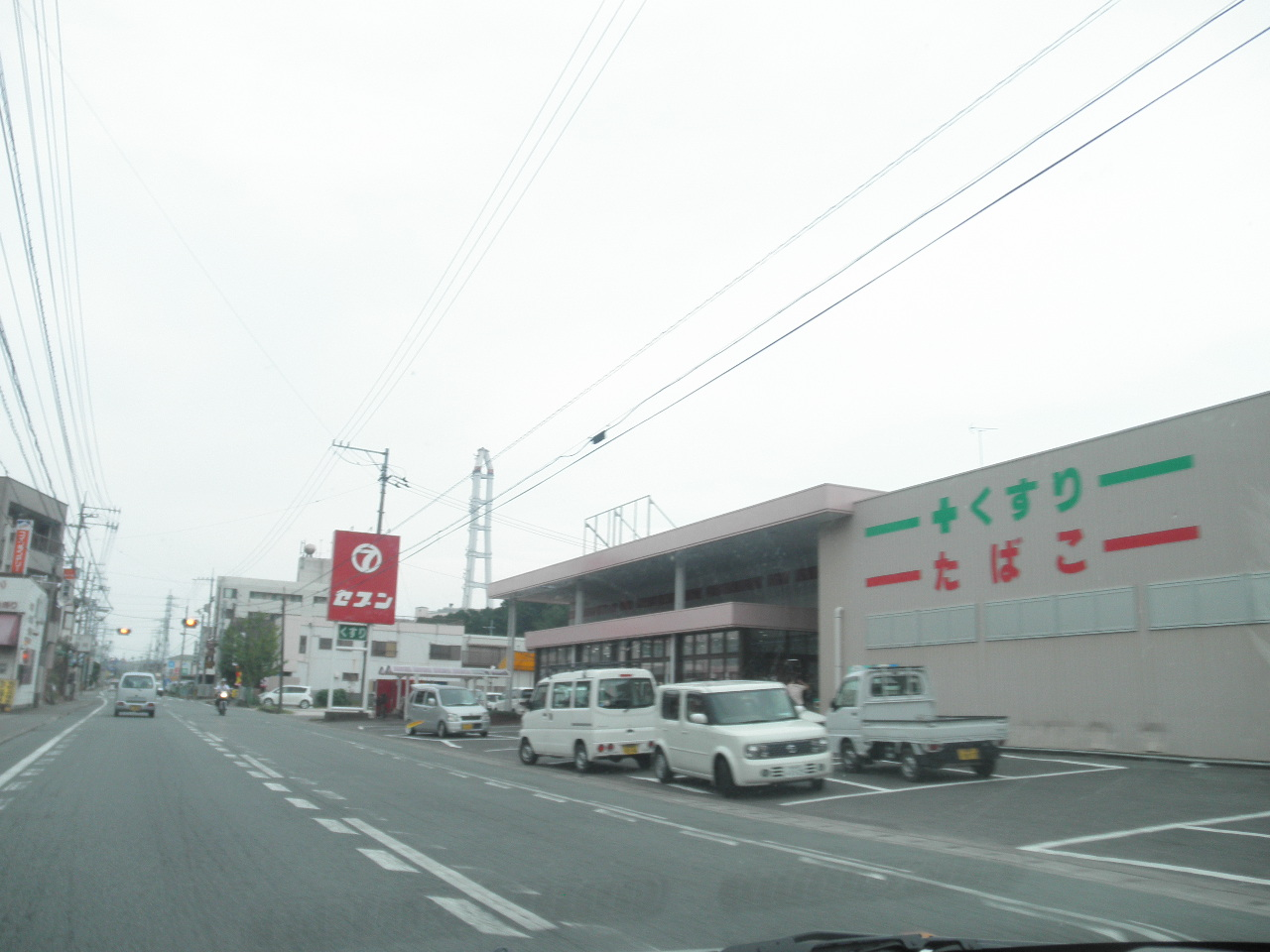
セブン橘店
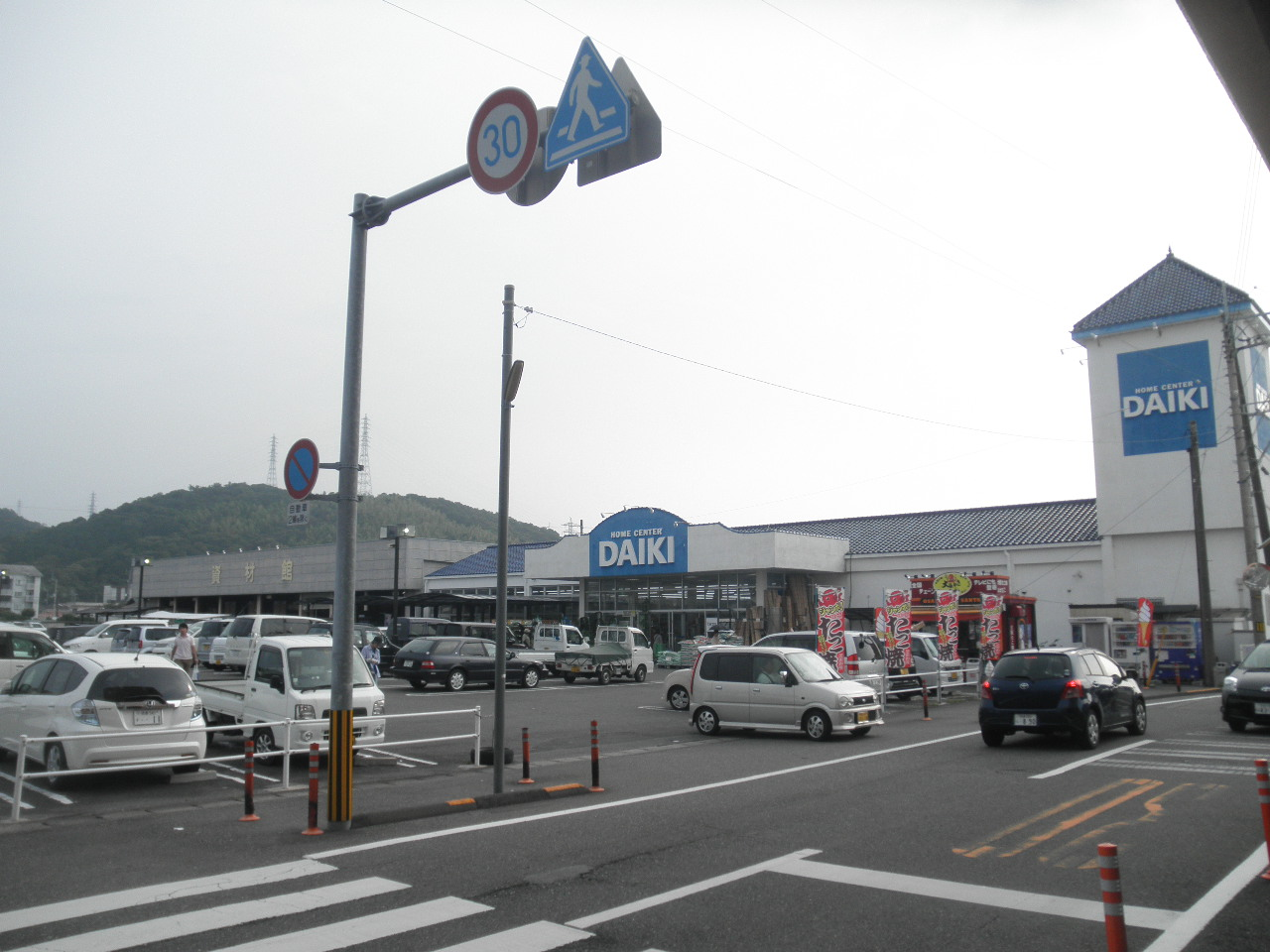
ダイキ 阿南店
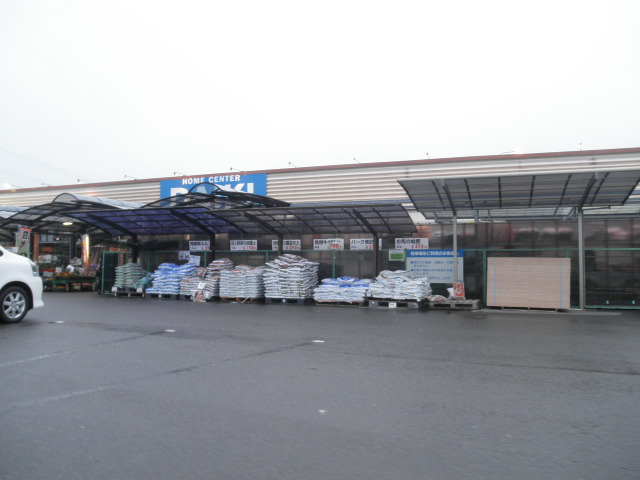
ダイキ 羽ノ浦店（旧）[注 1]

#### 大型商業施設
| 名称                       | 所在場所 | 開業年        | 閉店年         | 主なテナント                              | 商業施設面積 | 備考                               |
| -------------------------- | -------- | ------------- | -------------- | ----------------------------------------- | ------------ | ---------------------------------- |
| ケーズデンキ阿南店         | 日開野町 | 2010年6月24日 | 営業中         |                                           |              |                                    |
| ウィルアオキ阿南店         | 領家町   | 1989年        | 2003年12月31日 | アオキ、マクドナルド ミスタードーナツなど |              | 跡地にはフジグラン阿南が開店した。 |
| フジグラン阿南             | 領家町   | 2004年4月1日  | 営業中         | フジ、ダイソー 徳島大正銀行など           |              | ウィルアオキ阿南店跡地。           |
| ザ・ビッグエクストラ阿南店 | 領家町   | 2014年4月17日 | 営業中         | ザ・ビッグエクストラなど                  |              |                                    |
| ショッピングプラザ アピカ  | 西路見町 | 1994年6月25日 | 営業中         | キョーエイ、ニトリ ユニクロ、ダイソーなど |              |                                    |
| ハローズ津乃峰モール       | 津乃峰町 | 2019年10月4日 | 営業中         | セリアなど                                |              |                                    |

#### スーパーマーケット
地元資本の勢力が強く、複数の地場スーパーがチェーン展開を行っている。店舗数は増加しており、市内一円に立地している。
競争が激化しているため、徳島県産の生鮮食料品の販売に力を入れたり24時間営業を行ったりするなど、各店舗がさまざまなサービスを展開している。
- 阿南市内に本社を置くスーパー
  - ビルド産直市わっしょい広場（新徳島建材運営） - 阿南店（学原町）
  - 業務用食品スーパー（新徳島建材運営） - 阿南店（学原町）
- 徳島県内に本社を置くスーパー
  - キョーエイ - アピカ店（西路見町）、上中店、羽ノ浦店
  - セブン - 富岡店、上中店、津乃峰店、橘店
  - デイリーマート - 羽ノ浦店
- 徳島県外に本社を置き、阿南市内に店舗を持つスーパー
  - フジ - 阿南店（領家町）
  - ザ・ビッグエクストラ（フジ運営） - 阿南店（領家町）
  - マルナカ（フジ運営） - 阿南店（富岡町）
  - ハローズ - 津乃峰店
  - ダイレックス - 阿南店（日開野町）
  - 全日食チェーン - 亀川商店（上大野町）、ユートピア清崎（長生町）、山口ストア－（山口町）

#### ホームセンター
- 徳島県外に本社を置き、阿南市内に店舗を持つホームセンター
  - DCM - 阿南店（日開野町）、羽ノ浦店
  - コーナン - 阿南中島店（那賀川町）
  - コメリ ハード＆グリーン - 見能林店、新野店

#### ドラッグストア
- 徳島県外に本社を置き、阿南市内に店舗を持つドラッグストア
  - コスモス - 阿南店（日開野町）、宝田店
  - キリン堂 - 阿南店（学原町）、上中店
  - くすりのレデイ - 阿南店（領家町）、津乃峰店
  - ココカラファイン - 阿南店（西路見町）

### 産業人口
1. 第1次産業就業者数 3,529人
2. 第2次産業就業者数 9,339人
3. 第3次産業就業者数 14,415人

## 観光地
延暦16年の空海著作『三教指帰』序文で最初に記された修行地である四国八十八箇所太龍寺と同札所平等寺、「阿波の松島」と呼ばれる橘湾、環境庁が水質調査で「日本一美しい海」とした北の脇海水浴場などが有名である。2005-2006年頃にはアザラシのナカちゃんが話題となった。

### 名所

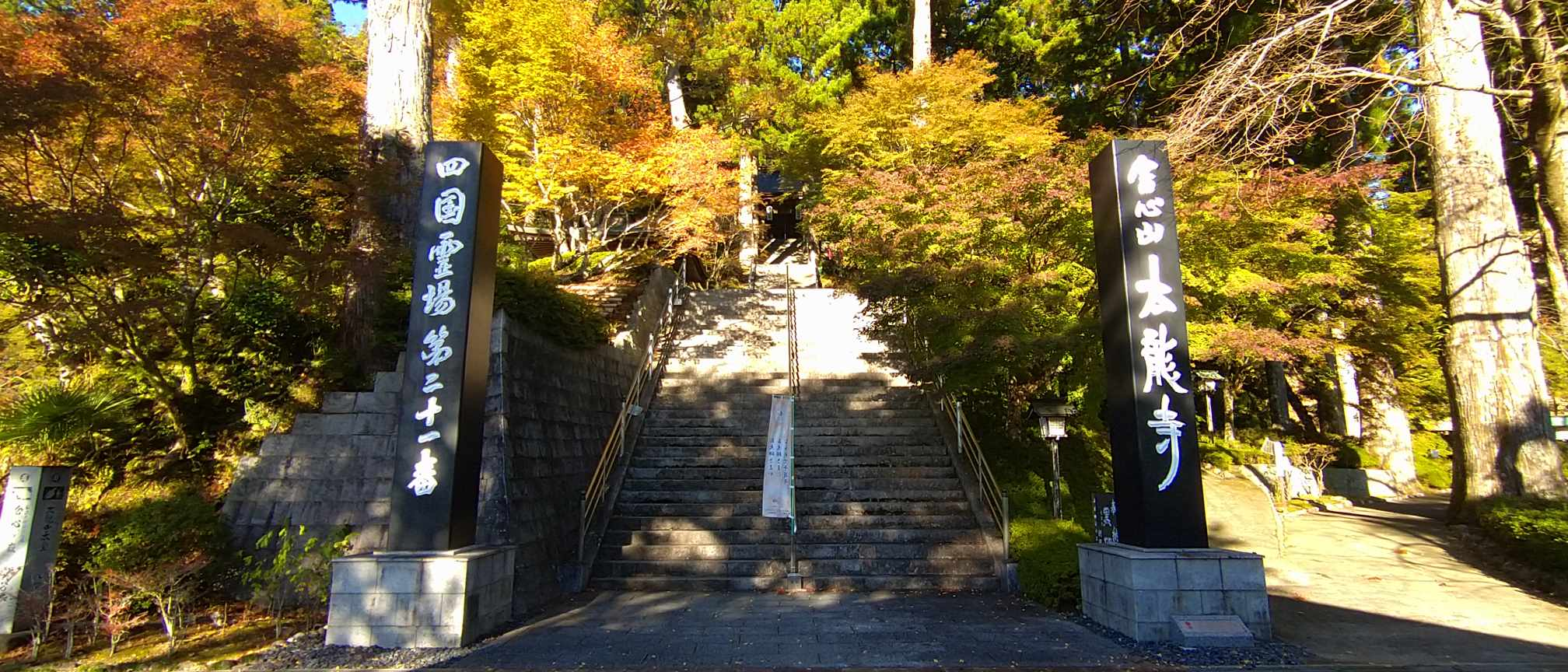
太龍寺ロープウェイ山頂駅のすぐ上に太龍寺本堂
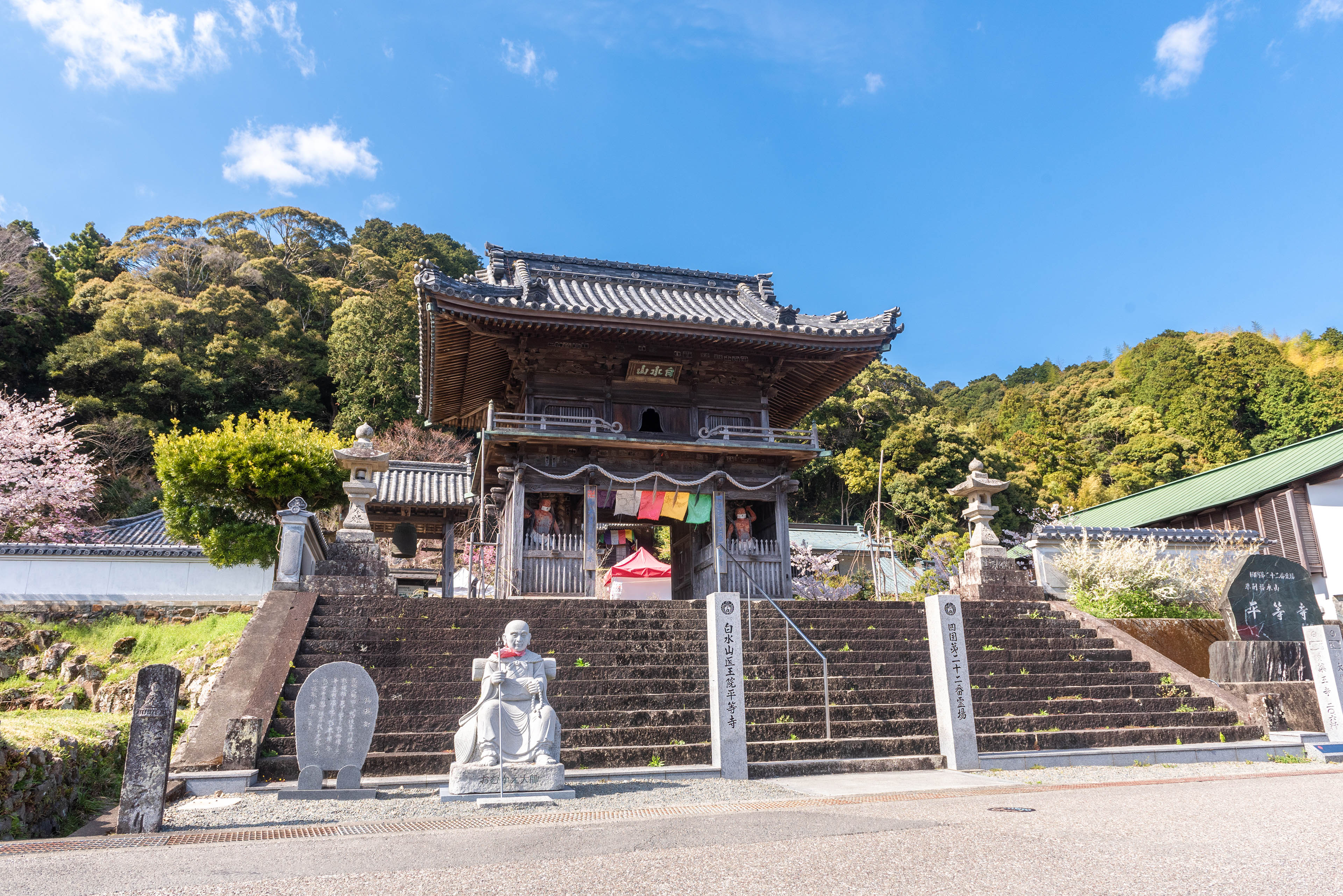
平等寺

- 四国八十八箇所
  - 二十一番札所 太龍寺
  - 二十二番札所 平等寺
- 梅谷寺 - 阿波秩父観音霊場十五番
- 神宮寺 - 新四国曼荼羅霊場八十三番
- 桂国寺
- 八桙寺
- 阿南室戸歴史文化道
  - 太龍寺
  - 平等寺
  - 千福寺
  - 椿泊の家並みと阿波水軍森氏の墓
- 太龍嶽
- 太龍寺ロープウェイ
- 月夜御水庵
- 津峯神社
- 八桙神社
- 落雷神社
- 羽落神社
- 轟神社、樟の群生
- お松大権現
- 弁天島、国の天然記念物
- 喫茶・大菩薩峠

### 自然景勝地

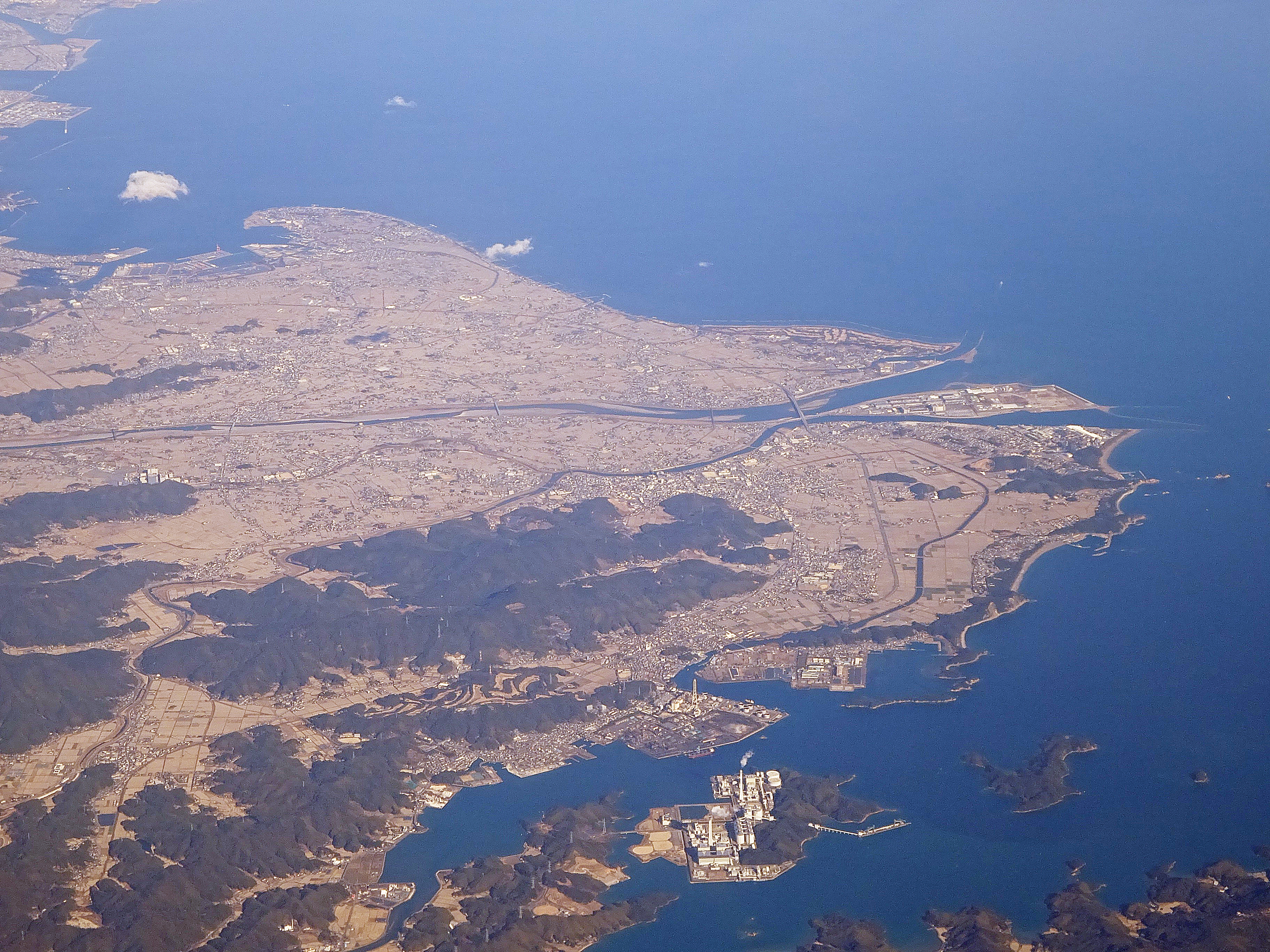
阿南市を空撮（2021年）

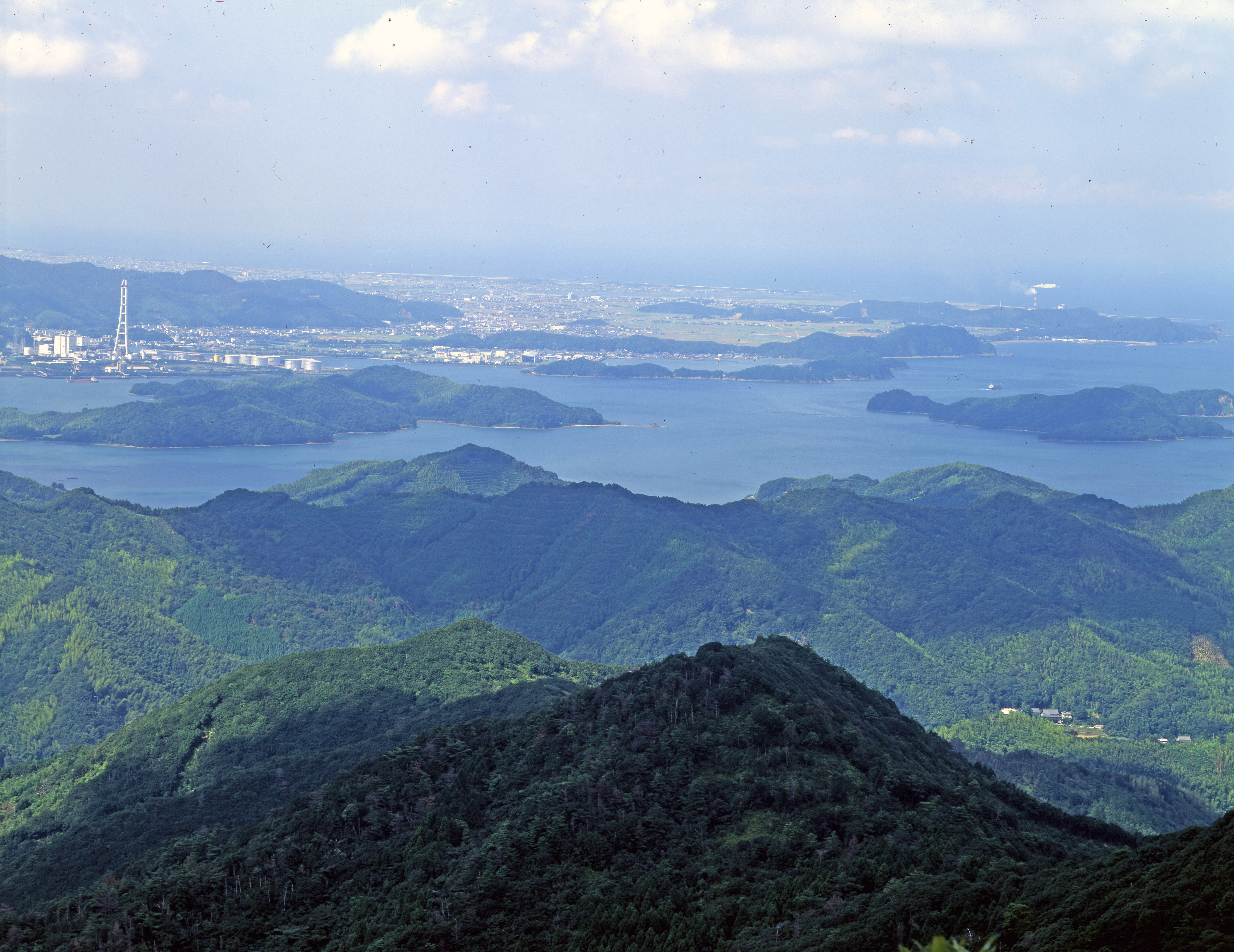
明神山からの橘湾

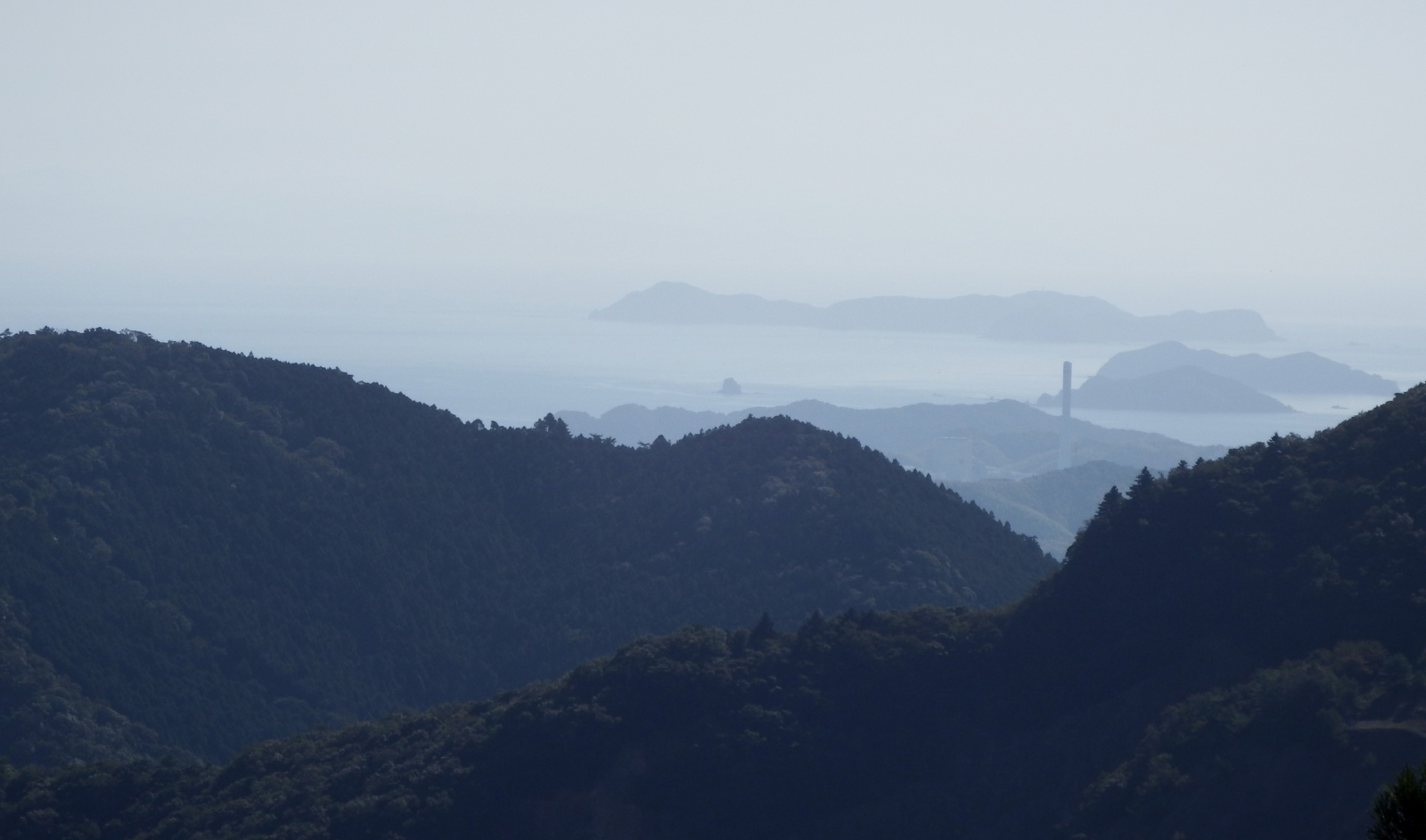
太龍寺ロープウェイからの橘湾

- 蒲生田岬
- 橘湾
- 伊島
- 午尾の滝
- 出島野鳥園
- 津乃峰山
- 明神山
- 桑野川のオヤニラミ
- 明谷梅林
- 石門公園
- 北の脇海岸（北の脇海水浴場）
- かもだ岬温泉
- 大潟漁港のシオマネキ
- 椿自然園

### 遺跡
- 若杉山遺跡
- 廿枝遺跡
- 宮ノ本遺跡
- 国高山古墳
- 長生古銭出土地
- 立善廃寺跡
- 舞子島古墳群
- 学原剣塚古墳
- 正福寺山遺跡
- 曲がり遺跡
- 線刻弥勒菩薩座像板碑

### 公園
総合公園
- 徳島県南部健康運動公園（アグリあなんスタジアム）

運動施設
- 阿南市スポーツ総合センター（七見町）
- 羽ノ浦健康スポーツランド（羽ノ浦町宮倉）
- 羽ノ浦総合国民体育館（羽ノ浦町宮倉）
- 那賀川スポーツセンター（那賀川町）
- 阿南市武道館（大潟町）
- 阿南市民グラウンド（新野町）
- 桑野グランド（山口町）
- 羽ノ浦グランド（羽ノ浦町）
- 中浦緑地公園（橘町）
- 南部ふるさとふれあい運動公園（橘町）
- 那賀川河川敷公園（那賀川町）

そのほかの公園
- 阿南公園（富岡町）
- 牛岐城址公園（富岡町）：徳島県唯一の恋人の聖地に認定
- 阿南西部公園・ひまわりランド（中大野町）
- 福井ダム公園（福井町）
- 東部自然公園（才見町）
- 王子農村公園（日開野町）
- 楠根桜つづみ公園（楠根町）
- 羽ノ浦前川親水公園（羽ノ浦町）
- Jパワー&よんでんWaンダーランド（福井町）

### 文化施設
- 阿南市市民会館（富岡町）（休館中）
- 阿南ひまわり会館（富岡町）
- 阿南市文化会館（富岡町）
- 阿南市立阿南図書館（領家町）（休館中）
- 阿南市立那賀川図書館（那賀川町苅屋）
- 阿南市立阿波公方・民俗資料館（那賀川町古津）
- 阿南市科学センター（那賀川町上福井）
- 阿南市情報文化センター（羽ノ浦町）
  - 阿南市立羽ノ浦図書館
  - コスモホール
- よんでんエネルギープラザ阿南（橘町）

### 催事
- 明谷梅林まつり（2月初旬 - 3月20日）
- 活竹祭（2月中旬頃）
- 岩脇公園桜まつり（3月下旬 - 4月上旬）
- 津峯神社桜まつり（4月初旬）
- 観光地引網（3月下旬 - 11月初旬）
- 加茂谷こいまつり（4月下旬 - 5月上旬）
- 福井ダムまつり（5月中旬）
- あなんマリンフェスティバル（7月下旬）
- 阿南の夏まつり（7月下旬）
- 水神まつり（8月16日）
- 光の祭典（12月中旬）

野球独立リーグ
- 徳島インディゴソックス（四国アイランドリーグplus） - アグリあなんスタジアム

## 交通

### 鉄道路線

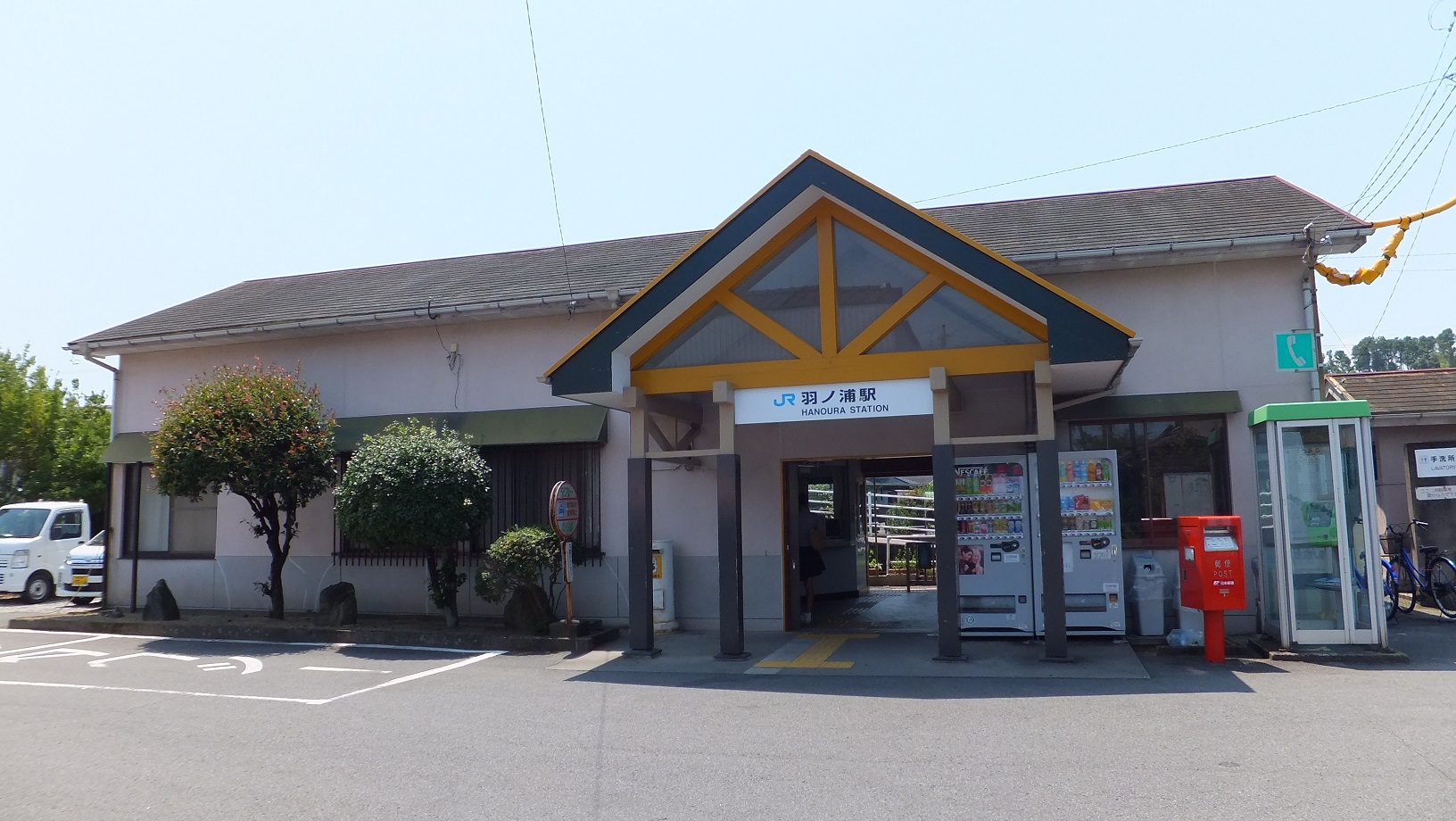
羽ノ浦駅
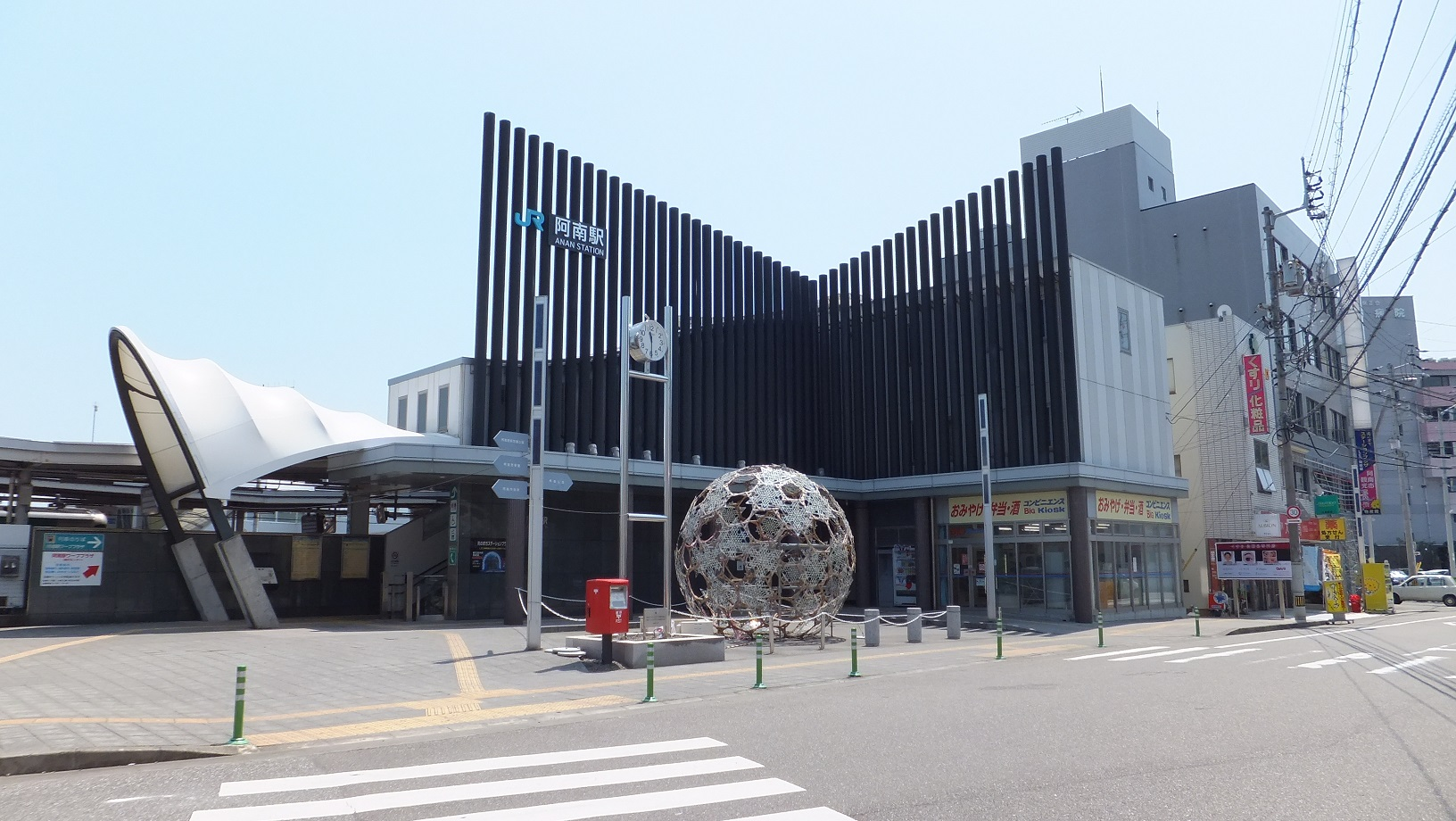
阿南駅
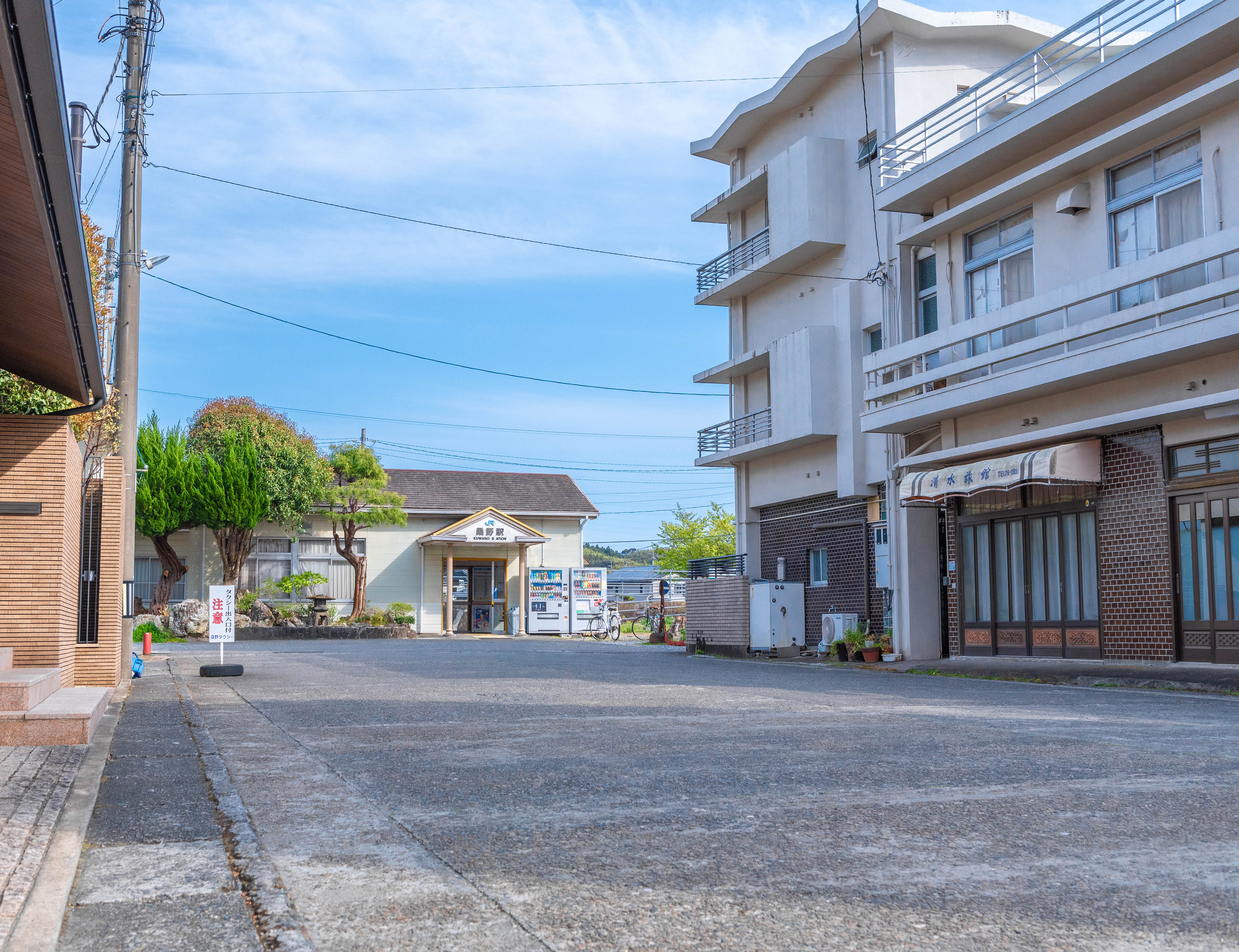
桑野駅
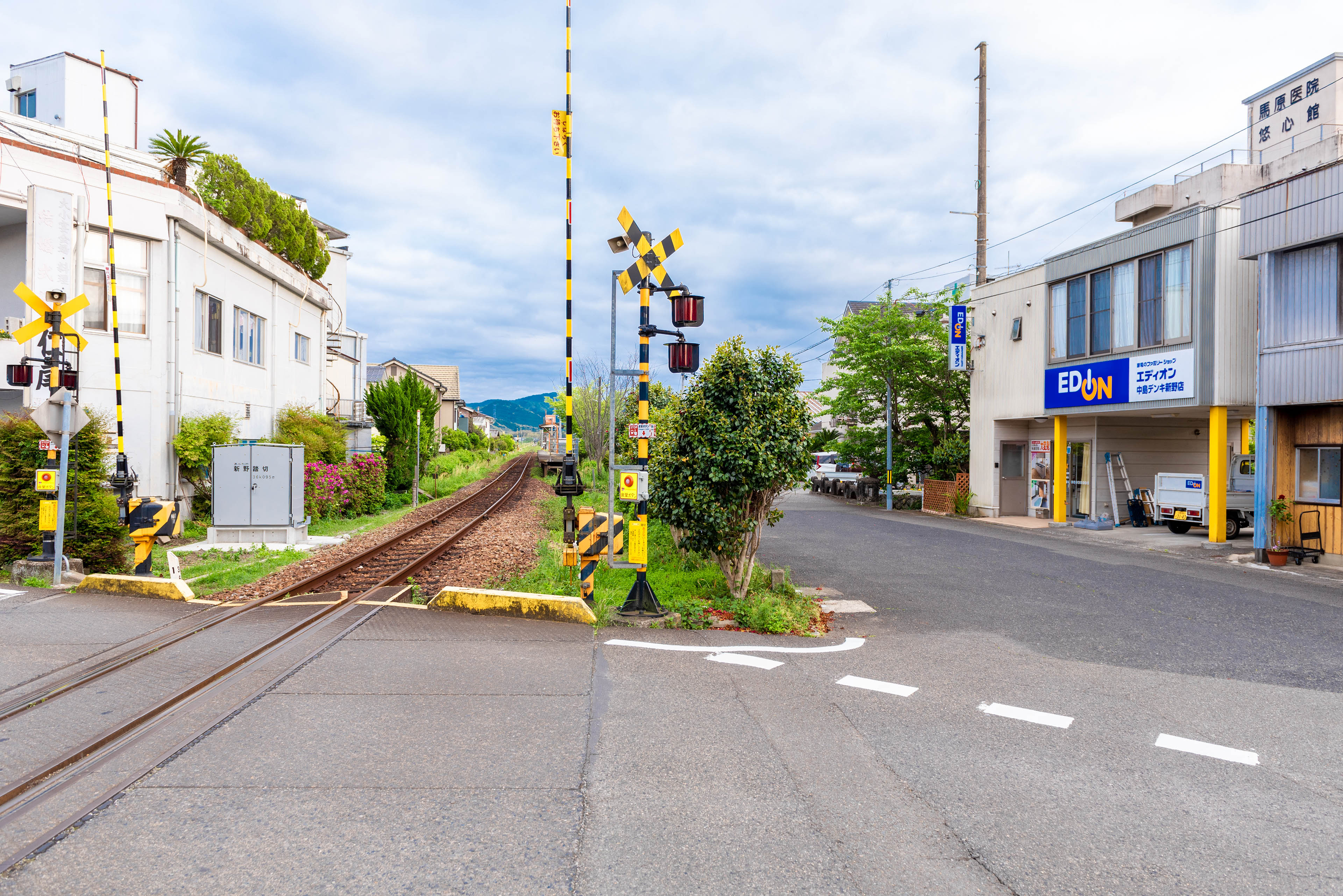
新野駅

阿南市内を走る鉄道は全てJRである。当市内をはじめ、徳島県内全線全区間が非電化である。
- 中心駅：JR阿南駅
- JR四国牟岐線（阿波室戸シーサイドライン）
  - （小松島市） - 羽ノ浦駅、西原駅、阿波中島駅、阿南駅、見能林駅、阿波橘駅、桑野駅、新野駅、阿波福井駅 - （海部郡美波町）

### バス路線

#### 一般路線バス
- 徳島バス（運行委託の循環バス「ナカちゃん号」含む ）
- 徳島バス南部

かつては徳島バス阿南が1985年から市内を運行していたが、2023年10月1日に親会社の徳島バスに吸収合併された。

#### 高速路線バス
- 徳島バス（室戸・生見・阿南大阪線、全便運行）
※阿南駅 - 甲浦間相互のみ途中乗降可能区間、阿南駅 - 海部高校前間JRの有効な乗車券等で利用可能（ただし朝の橘営業所始発の2本と、夜の橘営業所終着の2本は対象外）
- ジェイアール四国バス・ジェイアールバス関東（徳島バスに運行委託）（ドリーム阿南・徳島号）
- 海部観光（大阪線、全便運行）

#### 高速バス停留所
- ゆたかの団地バスストップ（JRバス・徳島バス）
- 那賀川バスストップ
- 富岡東バスストップ（JRバス・徳島バス）
- JR阿南駅バスストップ（JRバス・徳島バス）
- スマイルホテル阿南バスストップ（旧ホテルサンオーシャン阿南バスストップ）（海部観光のみ）
- 海部観光阿南営業所バスストップ（海部観光のみ）
- 徳島バス橘営業所バスストップ（徳島バスのみ）

### 道路

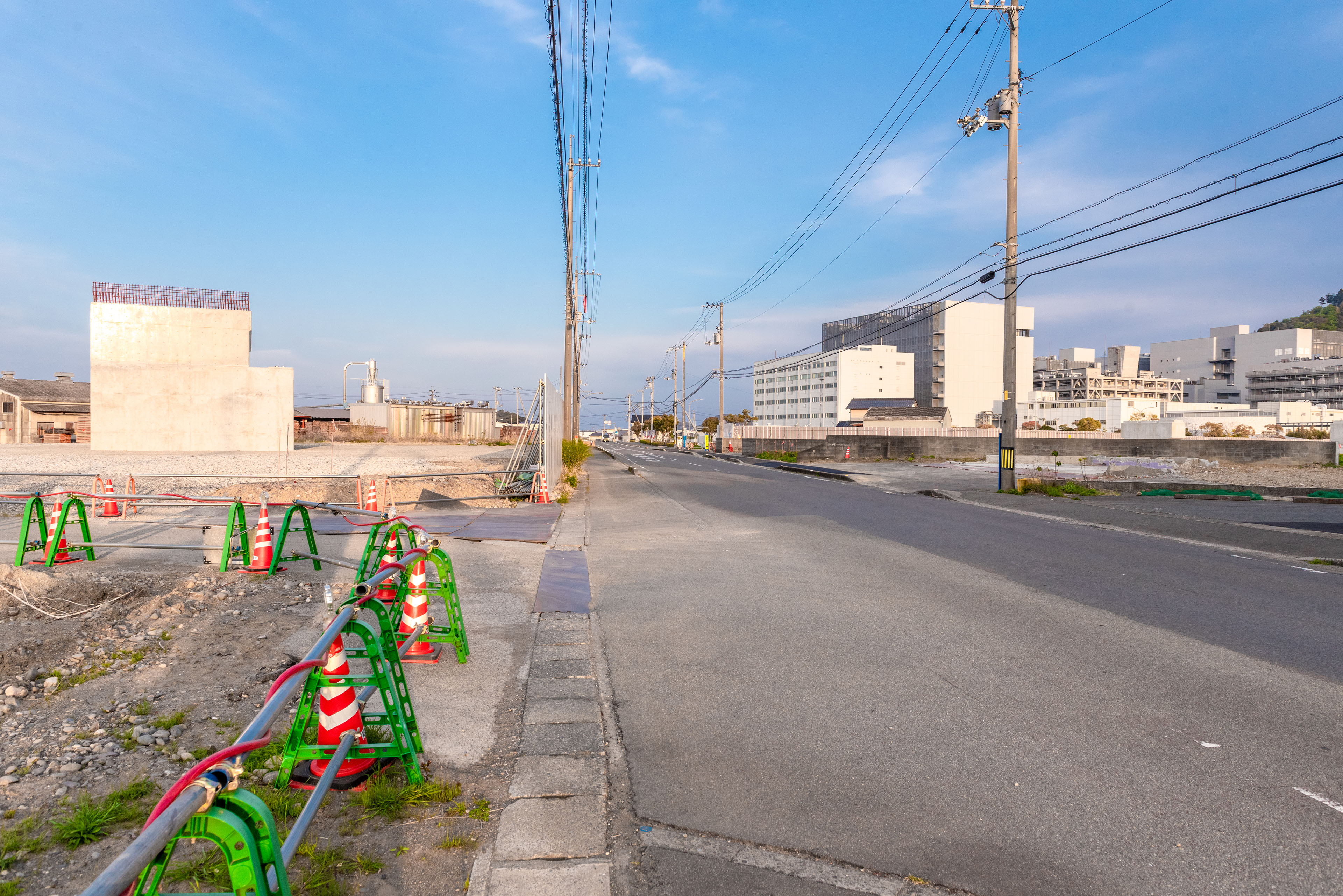
阿南インターチェンジ建設地
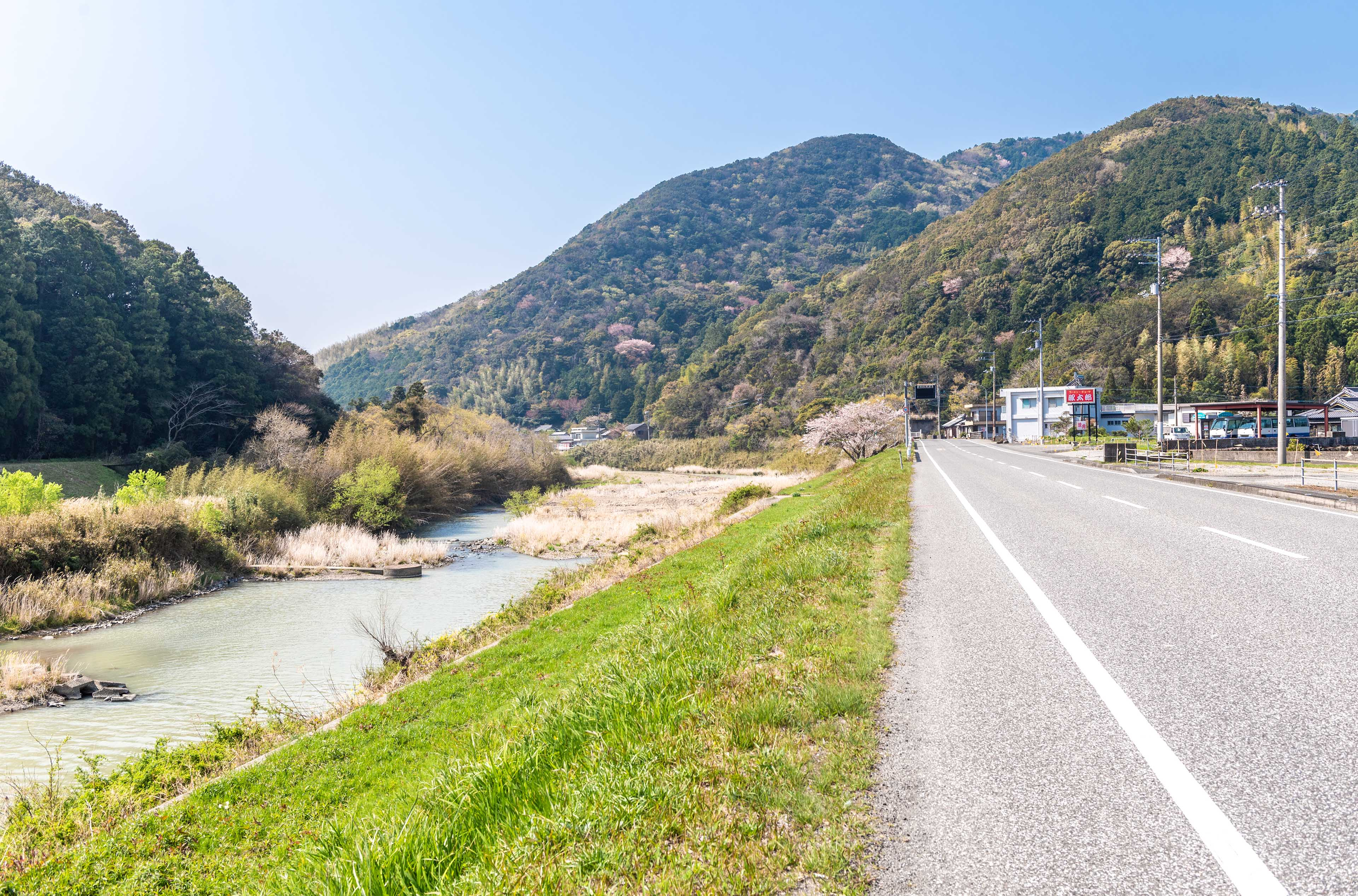
長生インターチェンジ建設地
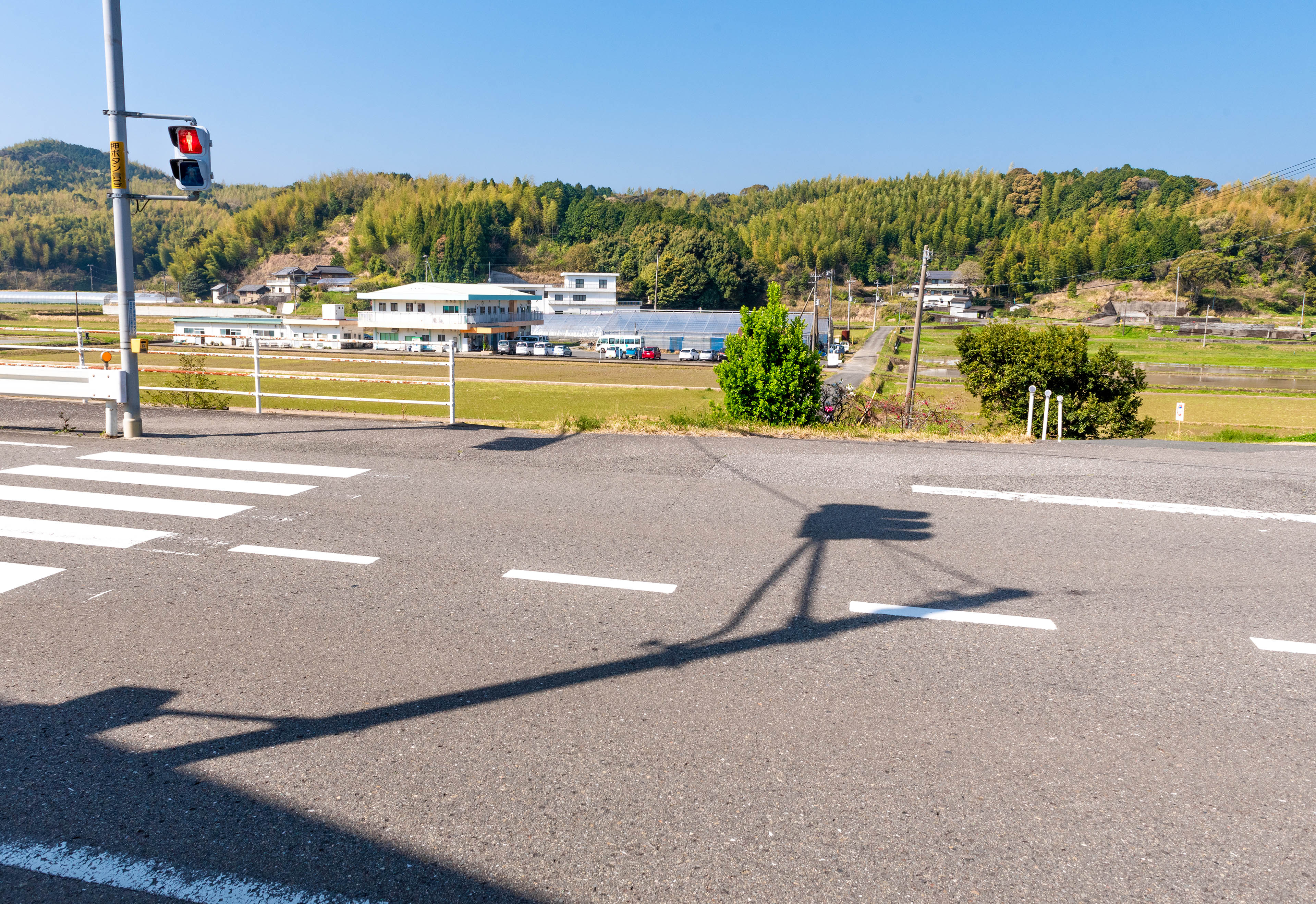
桑野インターチェンジ建設地
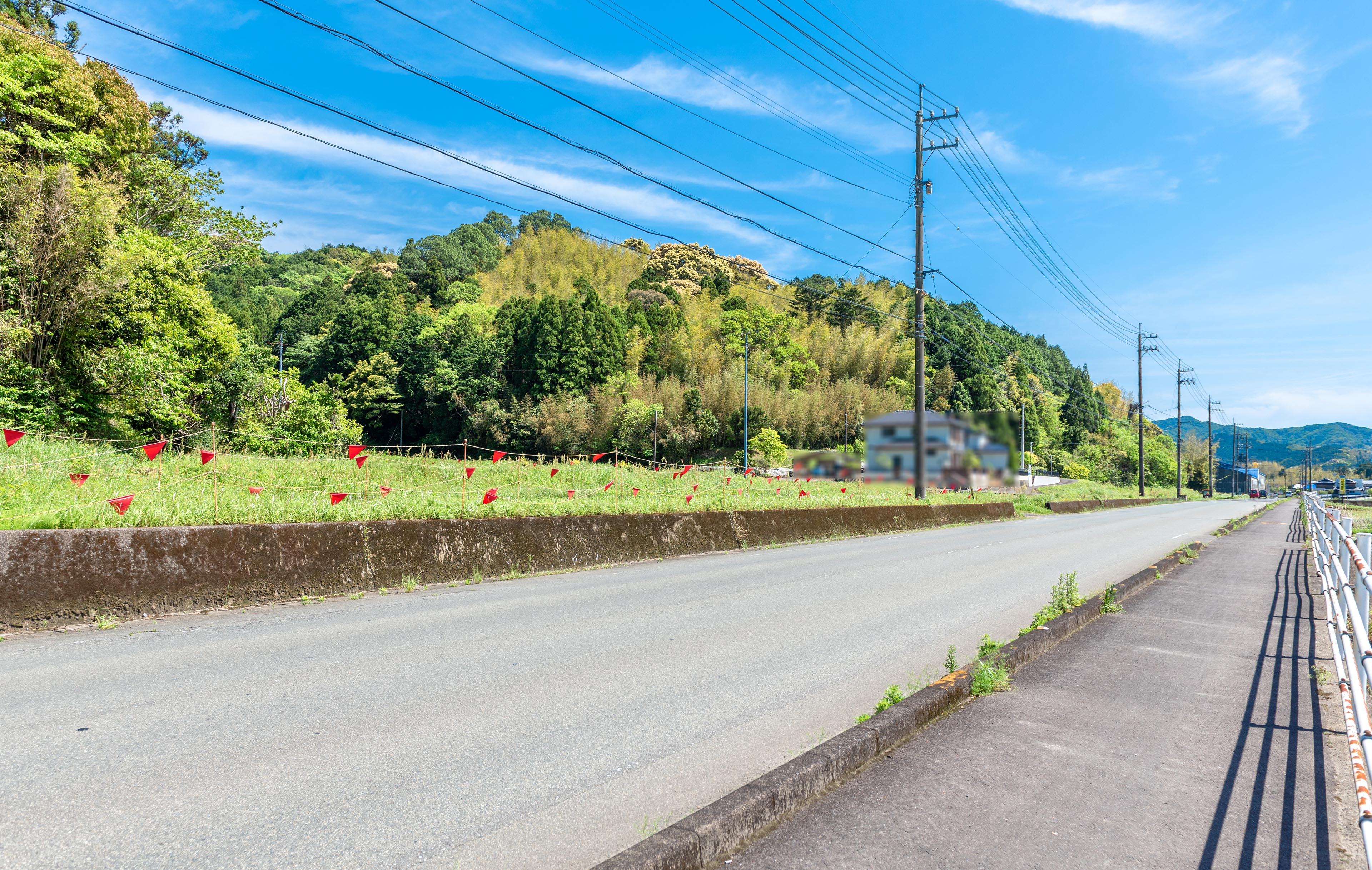
新野インターチェンジ建設地
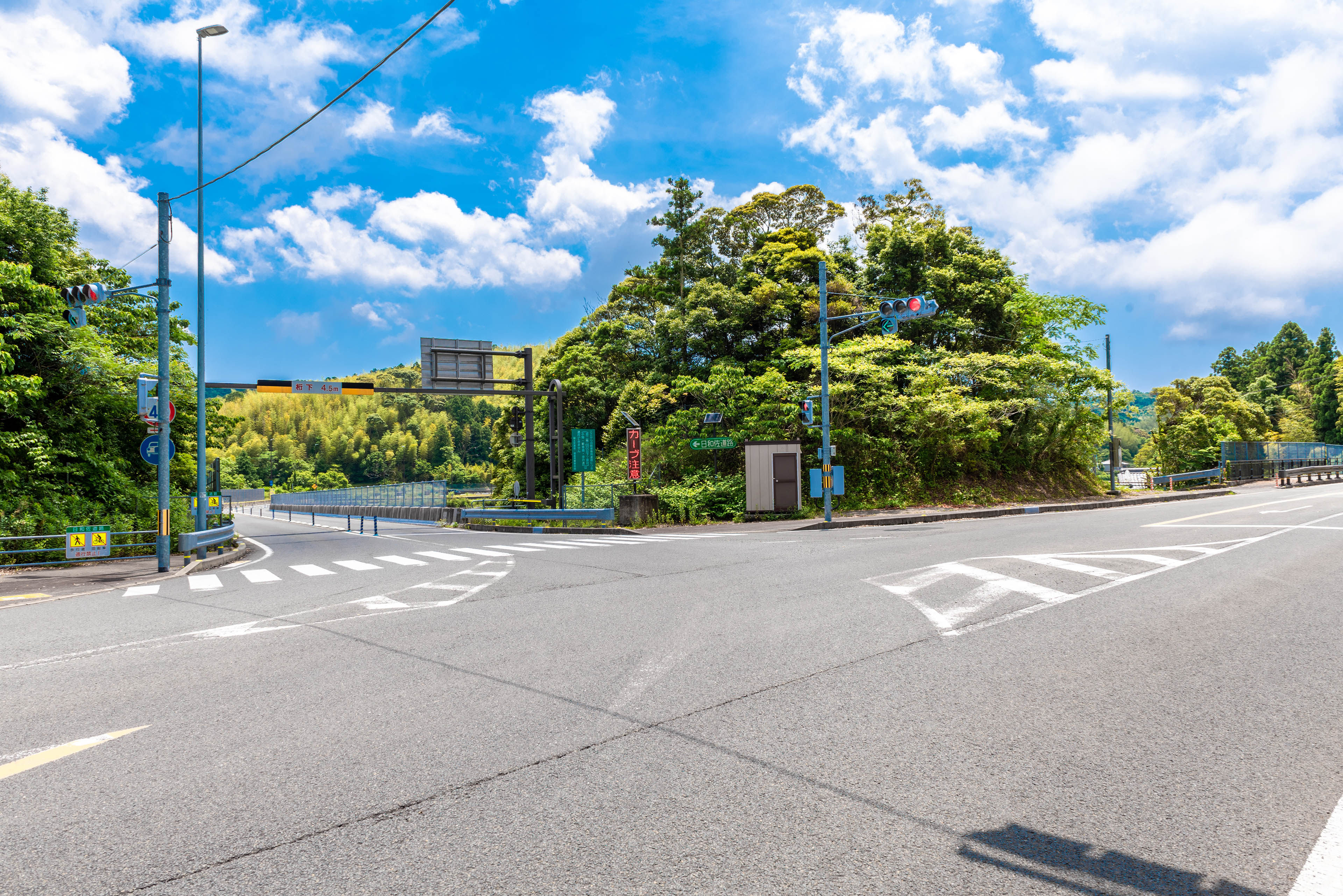
小野インターチェンジ

#### 高速道路
- 徳島南部自動車道
  - 阿南IC（建設中）

#### 地域高規格道路
- 阿南安芸自動車道
  - 桑野道路
    - 阿南IC（建設中） - 長生IC（建設中） - 桑野IC（建設中）

  - 福井道路
    - 桑野IC（建設中） - 新野IC（建設中） - 小野IC

  - 日和佐道路
    - 小野IC

#### 国道
- 国道55号
  - 阿南道路
- 国道195号

#### 県道
- 徳島県道19号阿南鷲敷日和佐線
- 徳島県道22号阿南勝浦線
- 徳島県道23号富岡港線
- 徳島県道24号羽ノ浦福井線
- 徳島県道25号日和佐小野線
- 徳島県道26号由岐大西線
- 徳島県道27号阿南那賀川線

- 徳島県道28号阿南小松島線
- 徳島県道35号阿南相生線
- 徳島県道128号阿南羽ノ浦線
- 徳島県道130号大林津乃峰線
- 徳島県道136号宮倉徳島線
- 徳島県道141号大林那賀川阿南線
- 徳島県道172号羽ノ浦停車場線

- 徳島県道173号阿南停車場線
- 徳島県道174号見能林停車場線
- 徳島県道175号阿波橘停車場線
- 徳島県道176号新野停車場線
- 徳島県道191号富岡港南島線
- 徳島県道193号中林港線
- 徳島県道200号蒲生田福井線

- 徳島県道273号大京原今津浦和田津線
- 徳島県道274号坂野羽ノ浦線
- 徳島県道275号敷地羽ノ浦線
- 徳島県道276号勝浦羽ノ浦線
- 徳島県道277号中島古庄線
- 徳島県道278号蛭子原西の久保線
- 徳島県道279号中島港線

- 徳島県道282号大井南島線
- 徳島県道284号山口鉦打線
- 徳島県道285号戎山中林富岡港線
- 徳島県道286号津乃峰筒崎線
- 徳島県道287号福井椿泊加茂前線
- 徳島県道288号小勝島公園線
- 徳島県道402号阿南徳島自転車道線

#### 有料道路
- 津峯スカイライン

#### 道の駅
- 公方の郷なかがわ

### 船舶

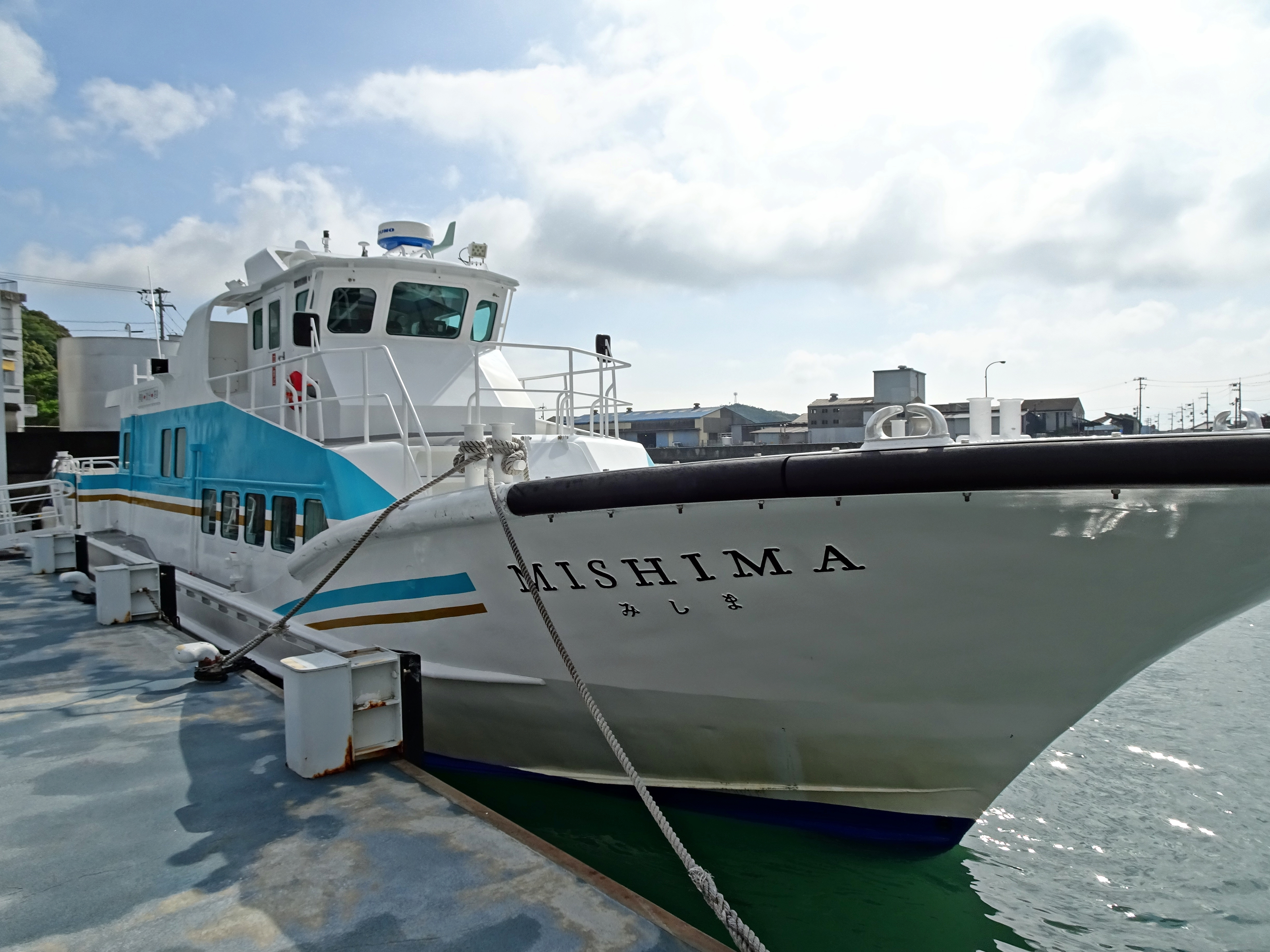
伊島連絡交通事業の旅客船「みしま（美島）」

- 伊島連絡交通事業

みしま（答島港 - 伊島・1日3往復）
椿泊便は2004年（平成16年）9月1日に廃止された。

## 出身者

### 政治・行政
- 岩浅嘉仁 - 第5代阿南市長、衆議院議員（2期）
- 岩佐義弘 - 第7代阿南市長、徳島県議会議員（2期）
- 小笠公韶 - 内閣官房副長官（第2次岸改造内閣）、参議院議員（1期）、衆議院議員（5期）、第3代中小企業庁長官：那賀川町
- 表原立磨 - 第6代阿南市長、阿南市議会議員（2期）：富岡町
- 紅露昭 - 衆議院議員（4期）：桑野町
- 中西祐介 - 参議院議員（3期）
- 仁木博文 - 衆議院議員：宝田町
- 松浦孝治 - 参議院議員（2期）：那賀川町
- 宮武宜史 - 国土交通省海事局長[25]

### 学者
- 橋本宗吉（蘭学者）
- 美馬順三（蘭学者）
- 吉田晶樹（地球科学者）
- 丸山茂徳（地質学者）
- 鎌田東二（宗教学者）
- 吉原直樹（社会学者）

### 宗教家
- 後藤善猛（僧侶）
- ディオゴ結城（宗教家）

### 文芸
- あざの耕平（ライトノベル作家）
- 旺季志ずか（脚本家、小説家、劇作家、演出家、吉本坂46メンバー）
- 大高翔（俳人）
- 加藤松林人（画家）
- 青木成実（画家）
- 原田葉月（書家）
- 北条民雄（小説家）
- 野田彩子（漫画家）

### 芸能
- 小川智之（俳優）（椿泊町）
- 笑福亭学光（落語家）（羽ノ浦町）
- 暁照雄（漫才師、元宮川左近ショー）（羽ノ浦町）
- 吉岡和也（音楽プロデューサー・ミュージシャン・作詞作曲家）
- 竹井輝彦 （お笑い芸人）
- 江崎峰史（お笑い芸人、ゆったり感）
- 谷口茉妃菜[26]（STU48・アイドル）
- 勢喜遊（ミュージシャン、King Gnuドラマー）
- KEi（歌手・シンガーソングライター）（新野町）
- ユーキ（村田祐基）（超特急）
- REI（直井玲）[IVE]
- 豊田清（元歌手・プロボウラー）

### スポーツ
- 條辺剛（元野球選手）（橘町）
- 福良徹（元野球選手）（新野町）
- 杉本尚文（元野球選手、元野球スコアラー、元野球コーチ、現野球スカウト）
- 杉本裕太郎（野球選手）
- 表原玄太（サッカー選手）
- 後藤卓磨（サッカー選手）（羽ノ浦町）
- 後東尚輝（サッカー選手）
- 黒部光昭（サッカー選手、元日本代表）（那賀川町）
- 田渕龍二（元サッカー選手）
- 土橋優貴（元女子サッカー選手）
- 吉野岩畄吉（元力士）（見能林町）
- 水野雄仁（野球解説者）
- 阿竹智史（競輪選手）
- 原田研太朗（競輪選手）
- 船戸美穂（元バレーボール選手）
- 四宮実季（元バレーボール選手）
- 片山正弘（野球選手）
- 森山暁生（野球選手）（羽ノ浦町）
- 吉岡暖（野球選手）
- 村上彩（総合格闘技選手）

### マスコミ
- 佐藤旬子（四国放送アナウンサー）
- 佐野美香（四国放送・元アナウンサー）

### ゆかりの人物
- 後藤田正純（政治家、徳島県知事） - 福村町に事務所
- ふくらP （クイズ作家・YouTuber）- 阿南市で生まれた。[27]

## 阿南市を舞台とした作品
小説
- その後の坊っちゃん（1986年）

映画
- 瀬戸内少年野球団（1984年）- 1984年4月6日、新野町の阿南市立新野小学校でロケが行われた[28]。
- 拘束のドローイング9（2005年）- 市内でロケが行われた。
- 奇跡の海（2006年）- 市内でロケが行われた。

ドラマ
- 京都祇園入り婿刑事事件簿12（フジテレビドラマ金曜エンタテイメント、2005年）
- ウェルかめ（NHK大阪放送局連続テレビ小説、2009年9月28日 - 2010年3月27日放送）- 市内でロケが行われた。
- さすらい署長 風間昭平12（テレビ東京・BSジャパンドラマ水曜ミステリー9、2015年）

TVCM
- 白鶴酒造株式会社・清酒白鶴まる（2003年）
- パナソニック株式会社・「ビューティフルジャパン」プロジェクト徳島編（2016年）- 2015年11月15日、阿南市羽ノ浦総合国民体育館で女優の綾瀬はるかと阿南市立羽ノ浦中学校新体操部9人のロケが行われた[29]。